# Liste der Baudenkmale in Ilsede
In der Liste der Baudenkmale in Ilsede sind die Baudenkmale der niedersächsischen Gemeinde Ilsede. Der Stand der Liste ist der 31. Dezember 2022. Die Quelle der Baudenkmale ist der Denkmalatlas Niedersachsen.

## Allgemein
In den Spalten befinden sich folgende Informationen:
- Lage: die Adresse des Baudenkmales und die geographischen Koordinaten. Kartenansicht, um Koordinaten zu setzen. In der Kartenansicht sind Baudenkmale ohne Koordinaten mit einem roten Marker dargestellt und können in der Karte gesetzt werden. Baudenkmale ohne Bild sind mit einem blauen Marker gekennzeichnet, Baudenkmale mit Bild mit einem grünen Marker.
- Bezeichnung: Bezeichnung des Baudenkmales
- Beschreibung: die Beschreibung des Baudenkmales. Unter § 3 Abs. 2 NDSchG werden Einzeldenkmale und unter § 3 Abs. 3 NDSchG Gruppen baulicher Anlagen und deren Bestandteile ausgewiesen.
- ID: die Objekt-ID des Baudenkmales
- Bild: ein Bild des Baudenkmales, ggf. zusätzlich mit einem Link zu weiteren Fotos des Baudenkmals im Medienarchiv Wikimedia Commons. Wenn man auf das Kamerasymbol klickt, können Fotos zu Baudenkmalen aus dieser Liste hochgeladen werden:

## Adenstedt

### Gruppe: Brunnenweg 4/4a
Die Gruppe hat die ID 31351693. Fachwerkbaugruppe mit Wohn- und Wirtschaftsgebäuden der ersten bis zweiten Hälfte 19. Jh. Zeugnis des historischen Ortsbildes. Innenhof in Form einer kreisförmigen Zufahrt.

| Lage                                      | Bezeichnung | Beschreibung | ID       | Bild |
| ----------------------------------------- | ----------- | --- | -------- | ---- |
| 52° 14′ 58″ N, 10° 9′ 53″ O               | Wohnhaus    | Giebelständiger, zweigeschossiger Bau unter Viertelwalmdach in Ziegelpfannendeckung. EG wohl massiv und verputzt, mit in Putz gefassten Vorhangfenstern, Eingangsbereich mit Vordach. Leicht vorkragendes OG in Fachwerk in Stockwerksbauweise, giebelseitig mit mittigen Fenstereinbau in Rosettenfächern. Ausgebaute DG giebelseitig teils in Fachwerk, teils mit Holzlattenverschalung, im Niedersachsengiebel Sprossenfenster als Uhlenloch. Fachwerkgefüge mit gekuppelten Ständern und zierenden Andreaskreuzen und Fußstreben-Paaren. Innen erhaltener bauzeitlicher Bestand. | 31361214 | BW   |
| 52° 14′ 58″ N, 10° 9′ 52″ O               | Scheune     | Vierständer–Fachwerkbau in Geschossbauweise unter Halbwalmdach in Ziegelpfannendeckung. Nördliche Giebelseite mit Tordurchfahrt, Torbalken mit geschnitzter Inschrift. Östliche Fassadenseite mit Wirtschaftstoren, Fenstern und wohl Ladeluken. Symmetrischer Fachwerk–Abbund mit geschosshohen Diagonalstreben, geputzte Ausfachung. Im Süden Remisen–, im Norden Wirtschaftsanbau. | 31361231 | BW   |
| 52° 14′ 58″ N, 10° 9′ 54″ O               | Stall       | Eingeschossiger massiver Flügel unter Satteldach in Ziegelpfannendeckung. Hofseitig zwei Ladeerker, Fenster- und Türen in Segmentbogenform, profiliertes Traufgesims. Östlicher Flügelbau des Wirtschaftshofes. | 31361253 | BW   |
| Brunnenweg 4a 52° 14′ 59″ N, 10° 9′ 52″ O | Altenteil   | Traufständiger, zweigeschossiger Fachwerkbau in Stockwerksbauweise unter Krüppelwalmdach in Ziegelpfannendeckung. Symmetrischer Fachwerkabbund mit entgegenlaufenden geschosshohen Diagonalstreben, Giebelseiten mit Ziegelpfannenbehang, südlicher Eingang hinter Windfang. Nördlicher Flügel der Hofanlage. | 31361270 | BW   |

### Gruppe: Große Straße 19/19a
Die Gruppe hat die ID 31351717. Stattliche vierseitige Hofanlage mit repräsentativem Wohnhaus vom Anfang des 20. Jh.,tw. massiv und tw. in Fachwerk errichteten Wohn- und Wirtschaftsgebäuden des 18.–19. Jh. und erhaltener bauzeitlicher Hofpflasterung.

| Lage                                         | Bezeichnung | Beschreibung | ID       | Bild |
| -------------------------------------------- | ----------- | --- | -------- | ---- |
| 52° 14′ 55″ N, 10° 9′ 58″ O                  | Wohnhaus    | Zweigeschossiges, villenähnliches massives Wohnhaus auf Kellersockel in Naturstein unter mehrfach abgewinkeltem Satteldach mit Krüppelwalm. Eingang mit überdachtem Treppenzugang zum arkadengewölbten Eingangsbereich. Im EG breite segmentbogenförmige Fenster, in den OGs alternierende Fenstergestaltung mit gekuppelten Fenstern. Nördliche Gebäudeseite mit Säulengestützten Balkonen sowie polygonaler, turmartiger Gebäudeecke mit schiefergedeckten Glockenhaube. Giebelfelder in Zierfachwerk, historisierende Schmuckelemente wie Fußstreben-Paare mit Rosetten. Erhaltene Inschrift.                                                                              | 31361330 | BW   |
| 52° 14′ 56″ N, 10° 9′ 58″ O                  | Scheune     | Nördlicher Flügelbau, teils in Ziegelsichtmauerwerk und teils in Ständerfachwerk mit Ziegelausfachung, unter steilem Satteldach in Ziegelpfannendeckung. Hofseitig Toreinfahrten und Wirtschaftstore, hofseitig und an westlichen Straßenseite Ladeerker. Östliche Giebelseite mit Toreinfahrt, Fachwerk im Giebelfeld mit Fuß- und Kopfstreben-Paaren sowie inschrift „HMBCMBT“. Erhaltene Torbalkeninschrift mit der Datierung „1804“. | 31361370 | BW   |
| 52° 14′ 56″ N, 10° 9′ 57″ O                  | Stall       | Westlicher Flügelbau in Ziegelsichtmauerwerk im Kreuzverband unter Satteldach in Ziegelpfannendeckung mit Ladeerkern mit abgetreppten Ziergiebeln. Mehrere Quereinfahrten, Öffnungen mit Segmentbogenstürzen. Westliche rückwertige Anbauten sowie Verbindungsflügel zum Wohnhaus. Erhaltene Inschrift mit der Datierung „1881“. | 31361353 | BW   |
| Große Straße 19a 52° 14′ 56″ N, 10° 9′ 59″ O | Altenteil   | Traufständiger Fachwerkbau auf Sockel unter halb abgewalmten Satteldach. Nördlicher Wirtschaftsteil mit hofseitigen Wirtschaftstoren, baulich mit Scheunenbau verbunden. Ständerbauweise mit dreifeldigen Streben, Ausfachung in Ziegelsetzung, im oberen Bereich verputzt, der Dachüberstand ruht auf Kopfbändern. Östlich überhöhter Wohnteil in Stockwerkbauweise, EG mit zweifeldigen Streben und Ziegelausfachung, vorkragendes OG mit verkröpften zweifeldigen Streben über als Profilgesims ausgestaltetem Gebälk. Giebelseite freistehend, im Giebelfeld dreifeldige Streben. Erhaltene Inschrift mit der Datierung „1781“. Östlicher Abschluss des Wirtschaftshofes. | 31361404 | BW   |
| 52° 14′ 55″ N, 10° 9′ 59″ O                  | Toreinfahrt | Östliche Toreinfahrt zum Wirtschaftshof mi zwei Torpfeilern mit einem zweiflügeligen schmiedeeisernen Tor in vegetabiler Ornamentik. | 31361387 | BW   |

### Gruppe: Kirchhof Adenstedt
Die Gruppe hat die ID 31351679.

| Lage                                   | Bezeichnung    | Beschreibung | ID       | Bild           |
| -------------------------------------- | -------------- | --- | -------- | -------------- |
| Himstraße 1 52° 15′ 4″ N, 10° 9′ 56″ O | Bricciuskirche | Einschiffiger Bruchsteinquaderbau mit Westturm unter zum Chor abgewalmten Satteldach in Ziegelpfannendeckung. Polygonaler Chorbau, tief zurückgesetzte künstlerisch anspruchsvolle Chorfenster hinter Strebepfeilern, die auf einem geschosshohen Sockel mit Pultdach ruhen, oben mit Korbbögen miteinander verbunden. An Südseite Eingangsbereich als Auslucht mit Windfang unter Walmdach, darüber Fiale. Hauptschiff unten mit gekuppelten Rechteckfenstern, oben mit Spitzbogenfenstern in Flambiantenmaßwerk gestaltet, im Inneren Kreuzgewölbe. Am Westturm gestaltetes Hauptportal mit Wimperg, darüber Lisenen und mit Stuckornamenten verzierte Zwischenflächen, Glockenturm mit spitzbögigen Schallarkaden gegliedert, vom ziegelpfannengedeckten Knickhelm bekrönt. | 31361501 | Weitere Bilder |
| Himstraße 1 52° 15′ 4″ N, 10° 9′ 57″ O | Kirchhof       | Ursprünglich als Kirchenfriedhof genutzt, mit Pflanzen- und Baumbestand. Straßenseitige Einfriedung als niedrige Mauer aus Quadersteinen. | 31361525 | BW             |
| Himstraße 1 52° 15′ 4″ N, 10° 9′ 54″ O | Kriegerdenkmal | Natursteinobelisk mit profiliertem Postamentbereich mit Inschriften, Medaillons und Laubkranz im Relief. Auf einschwingendem Gesimsbereich sitzt vor dem mit Kugel bekrönten Obelisken ein preußischer Reichsadler. | 31361542 | BW             |

### Gruppe: Ölsburger Straße 2
Die Gruppe hat die ID 31351705. Große dreiseitige Hofanlage mit tw. massiven und tw. in Fachwerk erbauten Wohn- und Wirtschaftsgebäuden des 19. und Anfang des 20. Jh. Zeugnis des historischen Ortsbildes.

| Lage                        | Bezeichnung        | Beschreibung | ID       | Bild |
| --------------------------- | ------------------ | --- | -------- | ---- |
| 52° 14′ 45″ N, 10° 10′ 2″ O | Wohnhaus           | Eingeschossiger, unterkellerter Massivbau auf verputzten Ziegelsockel unter Satteldach in Ziegelpfannendeckung mit ausgebauten DG mit hohem Drempel. Auf Südseite Windfanganbau mit darüberliegenden Zwerchgiebel, an Nordseite zweigeschossiger Anbau unter Walmdach in Schieferdeckung. Verputzte massive Außenwände in Rustikaimitatio sowie Stuckreliefs an Ortgängen, in Deckenhöhe und um Gebäudeöffnungen. | 31361603 | BW   |
| 52° 14′ 44″ N, 10° 10′ 3″ O | Scheune            | Eingeschossiger Fachwerkbau auf Ziegelsockel unter flachem Satteldach. Außermittige Längseinfahrt mit verzierten Torbalken. Symmetrisches Fachwerkgefüge mit alternierend ausgerichteten durchgehenden Streben. Auf östlicher Traufseite großes Vordach bzw. Anbau. Östlicher Flügel. | 31361620 | BW   |
| 52° 14′ 43″ N, 10° 10′ 2″ O | Wirtschaftsgebäude | Eingeschossiger Massivbau in Ziegelsichtmauerwerk unter Satteldach in Ziegelpfannendeckung. Außermittige Quereinfahrt, an Hofseite zwei Zwerchgiebel mit Ladeluken, im DG Drempel. Südlicher Flügel. | 31361637 | BW   |
| 52° 14′ 44″ N, 10° 10′ 1″ O | Stall              | Eingeschossiger Massivbau in Ziegelsichtmauerwerk unter Satteldach in Ziegelpfannendeckung. Außermittige Quereinfahrt, an Hofseite zwei Zwerchgiebel mit Ladeluken, im DG Drempel. Westlicher Flügel. | 31361654 | BW   |
| 52° 14′ 44″ N, 10° 10′ 2″ O | Taubenturm         | Rechteckiger Fachwerkturm unter spitzem, angekehlten Turmhelm in Schieferdeckung. An Ostseite kleine Dachgaube, Außenwände in Fachwerk mit Ziegelausmauerung und reicher Verstrebung. | 31361671 | BW   |

### Einzeldenkmale
| Lage                                        | Bezeichnung                    | Beschreibung | ID       | Bild |
| ------------------------------------------- | ------------------------------ | --- | -------- | ---- |
| Edelstieg 1 52° 15′ 3″ N, 10° 9′ 52″ O      | Wohnhaus                       | Zweigeschossiger, giebelständiger, teilweise unterkellerter Fachwerkbau in Stockwerkbauweise auf Sandsteinsockel unter Halbwalmdach in Ziegelpfannendeckung. Westlicher Giebel vollständig mit Ziegelpfannen verkleidet. OG trauf- und giebelseitig vorkragend, Gebälk mit profilierten Stirnbrettern abgedeckt. Außenwände sind tw. massiv ersetzt, ansonsten symmetrisches Fachwerkgefüge mit Diagonalstreben mit Ausfachung mit überwiegend auf schmalkant gestellten Ziegeln. 1781 errichtet (d) und 1800 (d) um vier Gefache straßenseitig erweitert. | 31361292 | BW   |
| Große Straße 38 52° 14′ 58″ N, 10° 10′ 1″ O | Wohnhaus                       | Zweigeschossiger, giebelständiger Fachwerkbau in Stockwerksbauweise auf Ziegel-Sandsteinsockel, unterkellert, unter Halbwalmdach in Ziegelpfannendeckung. Giebelseiten mit Ziegelpfannenbehang, östlich samt OG. Stichgebälk der Geschossdecke am Westgiebel sichtbar, breite rechteckige Gefache in Ziegelsetzung, teilweise mit Lehm verputzt. Zweifeldige Streben zu Aussteifung im Gefüge. | 31361426 | BW   |
| Große Straße 56 52° 15′ 3″ N, 10° 10′ 1″ O  | Gasthaus („Gaststätte Luckas“) | Zweigeschossiger, giebelständiger Hartbrand-Klinkerbau, unterkellert, unter Walmdach in Ziegelpfannendeckung. Straßenseitig Auslucht mit großen Fenstern als Tischbereich für Gaststätte, darüber Balkon, Sockel und Brüstungsbereich mit geriffelter Ziersteinsetzung. Zugang zur Gaststätte über südlich angeordnete Seitentreppe, der Kopfbau besitzt zwei Abseiten unter Walmdach, die nördliche mit Ladeneinbau. Rückwärtig ein giebelständig angeschlossener, eingeschossiger Fachwerk-Saalbau unter Satteldach in Ziegelpfannendeckung, das Giebelfeld mit Pfannenbehang. Am Anbau zwei Abseiten unter Pultdach. Fachwerkgefüge im symmetrischen Abbund mit gekuppelten Ständern und durchgehenden Streben. Innen Gewölbedecke in Schulterbogenform. | 31363204 | BW   |
| Große Straße 68 52° 15′ 6″ N, 10° 10′ 2″ O  | Schule                         | Zweigeschossiger, unterkellerter und verputzter Massivbau auf Ziegelsockel unter Viertelwalmdächern in Ziegelpfannendeckung. Straßenseitiger Mittelrisalit, rückwärtig Treppenhaus. Im ausgebauten DG leicht auskragender Fachwerkdrempel, zwischen Balkenköpfen Ziersteinsetzungen, historisierende Schmuckelemente. EG sowie die Gebäudeecken mit Ziegelsichtmauerwerk hervorgehoben. | 31361463 | BW   |
| Große Straße 70 52° 15′ 6″ N, 10° 9′ 59″ O  | Wohnhaus                       | Zweigeschossiger verputzter Massivbau auf Ziegelsockel, unterkellert, unter Halbwalmdach in Ziegelpfannendeckung. Seitenflügel unter Satteldach, im ausgebauten DG leicht auskragende Fachwerkdrempel. Zwischen Balkenköpfen Ziersteinsetzungen. Am vorderen Seitenflügel Fachwerkanbau. Historisierende Schmuckelemente, Betonung der Deckenhöhe und Gebäudeecken durch Ziegelsichtmauerwerk. | 31361482 | BW   |

## Bülten

### Gruppe: SchachtanlageGerhardschacht
Die Gruppe hat die ID 31351602. Landschaftsprägende, umfangreiche und einheitlich gestaltete Gebäudegruppe, erbaut um 1910. Erhaltene Industrieanlage umfasst Pförtnerhaus, Maschinenhaus, Trafohaus, Werkstattgebäude, Umkleidehaus und Waschhaus.

| Lage                                      | Bezeichnung      | Beschreibung | ID       | Bild |
| ----------------------------------------- | ---------------- | --- | -------- | ---- |
| Barbaraweg 3 52° 16′ 20″ N, 10° 11′ 36″ O | Pförtnerhaus     | Kleines eingeschossiges Massivgebäude auf Ziegelsockel unter Walm- und Satteldach in Ziegelpfannendeckung. Verputzte Außenwände mit Betonung durch Ziegelziersetzungen, Eingang und Fenster mit Segmentbogenstürzen. | 31359318 | BW   |
| Barbaraweg 5 52° 16′ 19″ N, 10° 11′ 33″ O | Maschinenhaus    | Großer eingeschossiger, unterkellerter massiver Hallenbau auf hohem Ziegelsockel und Sattel- und flachen Mansarddach in Ziegelpfannendeckung. Verputzte, durch Strebewerk-Wandvorlagen gegliederte Außenwände, Ortgang und Traufgesims durch Ziegelsichtmauerwerk und Ziersteinsetzungen betont. Über den symmetrisch angeordneten Fensteröffnungen Rundbogenstürze, darüber kleine Fenster mit abgetreppten Sturz. An Ostseite zwei große Eingänge mit Rampe. | 31359335 | BW   |
| Barbaraweg 7 52° 16′ 18″ N, 10° 11′ 31″ O | Werkstattgebäude | Eingeschossiges, langgestrecktes Massivgebäude auf Ziegelsockel unter Krüppelwalm in Ziegelpfannendeckung. Verputzte Außenwände mit Betonungen in Ziegelsichtmauerwerk, Fenster mit Segmentbogenstürzen. | 31359371 | BW   |
| Barbaraweg 7 52° 16′ 19″ N, 10° 11′ 32″ O | Trafohaus        | Eingeschossiges langgestrecktes Massivgebäude auf Ziegelsockel unter Krüppelwalm in Ziegelpfannendeckung. Verputzte Außenwände mit Betonungen in Ziegelsichtmauerwerk, Fenster mit Segmentbogenstürzen, im Giebelfeld Okulus. | 31359352 | BW   |
| Barbaraweg 7 52° 16′ 19″ N, 10° 11′ 29″ O | Waschhaus        | Eingeschossiges, langgestrecktes Massivgebäude auf Ziegelsockel unter Satteldach in Ziegelpfannendeckung. Traufseitig Mittelrisalite mit Zwerchgiebel sowie flankierende Gauben, verputzte Außenwände mit Betonungen in Ziegelsichtmauerwerk. Große lichtflutende Fenster im EG sowie Fensterreihe im Giebelfeld, Stürze in Segmentbogenform. | 31359388 | BW   |
| Barbaraweg 9 52° 16′ 20″ N, 10° 11′ 29″ O | Umkleidehaus     | Eingeschossiger Massivbau auf Ziegelsockel unter Satteldach in Ziegelpfannendeckung: Zwei leicht versetzte Zwerchgiebel unter Satteldach an beiden Traufseiten. Verputzte Außenwände mit Betonungen in Ziegelsichtmauerwerk. | 31359405 | BW   |

### Gruppe: Teichstraße 6
| Lage                                       | Bezeichnung        | Beschreibung | ID       | Bild |
| ------------------------------------------ | ------------------ | --- | -------- | ---- |
| Teichstraße 6 52° 16′ 37″ N, 10° 11′ 50″ O | Wirtschaftsgebäude | Konglomerat von Wirtschaftsflügeln rückwärtig des Wohnhauses, größtenteils in Fachwerkbauweise, teils mit massiven Erweiterungen in Ziegelsichtmauerwerk. Ein mit Durchgang zum Wohnhaus verbundener Rinderstall mit Stube für den Viehburschen. Straßenseitig teilmassiv mit hohen Rundbogenfenstern, daran anschließend ein ca. 10 m von der Straße zurückgesetztes, giebelständiges Scheunengebäude, welches wohl im 20. Jh. nach Nordwesten und zum Stallgebäude hin mehrfach erweitert wurde. Die ehemaligen Grundrisse sind teilweise noch ablesbar. Errichtung des Stall- und Scheunenflügels im Jahre 1873. | 31359424 | BW   |

### Einzelbaudenkmale
| Lage                                            | Bezeichnung               | Beschreibung | ID       | Bild           |
| ----------------------------------------------- | ------------------------- | --- | -------- | -------------- |
| Alt-Klein Bülten 6 52° 16′ 32″ N, 10° 11′ 47″ O | Wohn-/ Wirtschaftsgebäude | Zweigeschossiges, traufständiges Gebäude in Stockwerksbauweise auf Sandsteinsockel unter Halbwalmdach in Ziegelpfannendeckung. Nordgiebel vollständig mit Ziegelpfannen verkleidet. Symmetrischer Fachwerkabbund mit dreifeldigen Streben und Ziegelausfachung, teils mit schmalkant gestellten Ziegeln. Quereinfahrt mit Torbalken und Inschrift. Raumgefüge in Anlehnung an den Flettdielengrundriss, Kammereinbauten im hinteren Dielenbereich.                                                       | 31359241 | BW             |
| An der Kapelle 1 52° 16′ 35″ N, 10° 11′ 55″ O   | Kapelle                   | Rechteckige Bruchstein-Kapelle unter nach Osten abgewalmten Satteldach in Ziegelpfannendeckung, mit kleinem westlichen Fachwerk-Glockenturm mit außenliegender Glocke und flachen Pyramidenhelm. Westgiebel ebenso in Fachwerk. Nördlicher Eingangsbereich im 19. Jh. in Ziegelsichtmauerwerk erneuert, ansonsten unregelmäßiges Bruchsteinmauerwerk mit Resten des alten Kalkputzes, Fenster mit Natursteingewänden und Balkenstürzen.                                                                  | 31359260 | Weitere Bilder |
| An der Kapelle 4 52° 16′ 35″ N, 10° 11′ 55″ O   | Wohn-/ Wirtschaftsgebäude | Giebelständiges Gebäude unter Halbwalmdach in Ziegelpfannendeckung. Westliche Giebelseite in Ziegelpfannenbehang. Im Wohnteil zweigeschossig in Stockwerkszimmerung mit sichtbaren Balkenköpfen. Im Dielenteil Ständerbau mit mittiger ehemaliger Längseinfahrt, heute zugesetzt und Torbalken entfernt. Außenwände in Fachwerk, tw. massiv ersetzt. Ausfachung mit Ziegelsteinen und Lehmziegeln, verputzt und geweißt. Im UG Dreiviertel-Streben, im OG und im Dielenteil gebogene Streben.            | 31359279 | BW             |
| An der Kapelle 7 52° 16′ 34″ N, 10° 11′ 58″ O   | Wohn-/ Wirtschaftsgebäude | Zweigeschossiges Gebäude auf Sandsteinsockel unter Halbwalmdach in Ziegelpfannendeckung. Beide Giebeldreiecke mit Ziegelpfannen verkleidet. Traufseitig mittige Toreinfahrt mit Vorschauer und geschnitztem Torbalken. Außenwände in Fachwerk mit ausgemauerten Gefachen, teils mit schmalkant gestellten Ziegeln. Grundriss in Anlehnung an den Flettdielengrundriss, eingezogener Hauseingang hinter Vordach. Gebäude von der Straße leicht zurückgesetzt, umgeben von Nutzgarten, Büschen und Bäumen. | 31359299 | BW             |

## Gadenstedt

### Gruppe: Kirchhof Gadenstedt
Die Gruppe hat die ID 31351743. Ortsbildprägender historischer Ortskern mit Pfarrkirche und dem Gelände des Kirchhofes.

| Lage                                   | Bezeichnung              | Beschreibung | ID       | Bild           |
| -------------------------------------- | ------------------------ | --- | -------- | -------------- |
| Kirchgang 52° 14′ 41″ N, 10° 13′ 12″ O | Andreaskirche            | Mehrfach erweiterter Saalbau aus Bruchstein, mit querrechteckigen Westturm und südlicher Langhausmauer von um 1200. In gekuppelten, rundbogigen Schallarkaden des Turmes Teilungssäulchen mit Würfelkapitellen, vom schiefergedeckten Knickhelm abgeschlossen. Um 1420 (i) Verlängerung nach Osten um zwei Achsen, Bau eines eingezogener Rechteckchors mit Spitzbogenfenstern in Flamboyantmaßwerk, Spitzbogenfenster des Langhauses sowie zweigeschossigen Nordanbaus mit Grabgewölbe und Prieche für die Grundherrenfamilie. 1659/64(i) Wiederherstellung nach Dreißigjährigen Krieg, Bau des nördlichen Seitenschiffs und Einbau von gekuppelten Rechtecksfenster. Portal von 1664, andere spitzbogige Portale vom Ende 19. Jh. Inneres weitestgehend vom 17. Jh. dominiert, mit leicht gewölbter Bretterdecke mit teils geschnitzten hölzernen Rundstützen. L-förmige Empore von 1659, die Brüstungsfelder mit Passionszyklus, sowie westliche obere Empore von 1683 mit knorpelgeschmückter Orgel. Im Chor bemaltes Holzepitaph der Gutsherren Bertold und Jan von Gadenstedt vom Ende des 16. Jh. | 31361948 | Weitere Bilder |
| Kirchgang 52° 14′ 41″ N, 10° 13′ 13″ O | Kirchhof mit Grabsteinen | Grünfläche mit Bestand an alten Grabsteinen sowie Bäumen. Ehemaliger Friedhof der Kirchengemeinde. | 31361971 | BW             |

### Gruppe: Rittergut Gadenstedt
Die Gruppe hat die ID 31351756. Ortsbildwirksamer und ortsgeschichtlich bedeutende Anlage mit Wohn- und Wirtschaftsgebäuden des 19. Jh. sowie als Park angelegten Grundstück mit Baumbestand und Teichanlagen.

| Lage                                        | Bezeichnung  | Beschreibung | ID       | Bild |
| ------------------------------------------- | ------------ | --- | -------- | ---- |
| Junkernberg 9 52° 14′ 48″ N, 10° 13′ 15″ O  | Herrenhaus   | Ursprünglich zwei selbstständige Gebäude in Fachwerkkonstruktion. Südflügel: In Nord–Süd–Lage, zweigeschossiges Fachwerkgebäude auf Sandsteinsockel unter Krüppelwalmdach. An Westseite offene Veranda mit säulegetragenem, flachgeneigtem Dach in Schieferdeckung. Westseite über Veranda mit waagerechter Brettschalung. Ostflügel: In Ost–West–Lage, zweigeschossiges Fachwerkgebäude unter Satteldach. OG und Giebelbereich der Westseite mit Brettschalung. Beide Gebäude 1888 durch dreigeschossigen Querbau verbunden. Hell gestrichenes Fachwerkgefüge im symmetrischen Abbund mit gekuppelten Ständern und geschosshohen Streben, Ausfachung mit gemauertem Bruchstein. An nördlicher Außenwand des Erweiterungsbaus Wappenplatten. An Nordseite leicht eingezogene Eingangstür hinter vorgelagerten Freitreppe. Rückwärtig geschlossene Veranda aus gelben Klinker mit flachem Dach sowie nach Süden offene Terrasse mit Brüstung aus Formsteinen. | 31361788 | BW   |
| Junkernberg 9a 52° 14′ 51″ N, 10° 13′ 13″ O | Pförtnerhaus | Eingeschossiges Fachwerkgebäude auf L-förmigen Grundriss und Sandsteinsockel unter Walmdach in Pfannendeckung, hinter bekiesten Vorplatz. Hell gestrichenes Fachwerkgefüge mit geschosshohen Streben sowie Bruchsteinausfachung. Zur östlichen Traufseite Portikus mit Zwerchgiebel. Zur Westseite massiver Anbau in Ziegelsichtmauerwerk unter pfannengedeckten Walmdach, Südseite des angebauten Wohnteiles mit großflächigen Fensterelementen mit davorliegender Terrasse. | 31361808 | BW   |
| Junkernberg 9 52° 14′ 45″ N, 10° 13′ 14″ O  | Stall        | Fachwerkflügel auf Ziegelsockel, von Sandsteinquadern verblendet, unter pfannengedeckten Halbwalmdach. Im östlichen OG sowie im Giebeldreieck mit Asbestzementplatten verkleidet. Heutige Nutzung als Wohnhaus. Westliche Gebäudehälfte massiv in Ziegelsichtmauerwerk. Beidseitig unterhalb der Traufe je eine Reihe mit Bruchsteinen ausgemauerte Gefache. Zur Hofseite Remisenvordach. | 31361842 | BW   |
| Junkernberg 9b 52° 14′ 45″ N, 10° 13′ 12″ O | Stall        | Eingeschossiges, traufständiges Massivgebäude aus Ziegelmauerwerk auf Sockel aus Feldsteinen mit zwei Reihen aufgelegter Sandsteinquader unter pfannengedeckten Halbwalmdach. Zur Hofseite Mittelrisalit mit Ladeluke, Nutzung als Abstellraum für Traktoren und Werkstatt. Großflächige Fenster in westlicher Giebelseite, straßenseitig kleineres Fenstermaß. | 31361825 | BW   |
| Junkernberg 9 52° 14′ 47″ N, 10° 13′ 9″ O   | Scheune      | Eingeschossiges Fachwerkgebäude auf straßenseitig halbhohen Feldsteinsockel, mit Sandsteinquader verblendet, unter hohen Halbwalmdach in Ziegelpfannendeckung. Hell gestrichenes Fachwerkgefüge mit Bruchsteinausfachung und Dreiviertelstreben. Außermittige Längsdurchfahrt, hofseitiger Vorbau mit weiteren seitlichen Einfahrten. Torbalken am südlichen Tor des Vorbaus mit der Jahreszahl 1827. Nutzung als Scheune, Trocknungsraum und Silo. An Südseite halbseitig direkt anschließend Remisen in Holzkonstruktion unter flachgeneigtem Pultdach. Rückwand in Ziegelmauerwerk. An nördlicher Giebelseite rechtwinklig angeschlossenes Fachwerk-Stallgebäude mit Verbindung zu nördlichen Schafstall. | 31361859 | BW   |
| Junkernberg 9 52° 14′ 49″ N, 10° 13′ 10″ O  | Schafstall   | Eingeschossiges Fachwerkgebäude auf Sockel aus Sandsteinquadern, rückwärtig mit Feldsteinen unterlegt, unter pfannengedeckten Walmdach. Hell gestrichenes Fachwerk mit Ziegelausmauerung, in der Ost- und Südseite moderne Holztore unter kleinen Giebeln mit Ladeluken. | 31361876 | BW   |
| Junkernberg 9 52° 14′ 51″ N, 10° 13′ 16″ O  | Park         | | 31361893 | BW   |
| Junkernberg 9 52° 14′ 45″ N, 10° 13′ 13″ O  | Hofeinfahrt  | Toreinfahrt südlich des Grundstückes mit zwei hohen Torpfeilern aus Sandstein. Sockelzone ist rund profiliert, Kapitell rechteckig mit aufgesetzten Kugelbekrönung. Hölzerne Torflügel sowie Durchgangstürchen in geschwungener Form mit durchgehender Lattenrasterung. | 31361910 | BW   |

### Gruppe: Motormühle Gadenstedt
Die Gruppe hat die ID 31352614. Mühlengehöft in Form eines Streckhofes mit Wohn-/ Wirtschaftsgebäuden der zweiten Hälfte 19. Jh. sowie Motormühle von 1926.

| Lage                                        | Bezeichnung | Beschreibung | ID       | Bild |
| ------------------------------------------- | ----------- | --- | -------- | ---- |
| Tabakswinkel 3 52° 14′ 43″ N, 10° 12′ 57″ O | Mühle       | 1901 als viergeschossiger Ziegelbau unter Satteldach mit geringer Neigung errichtete Windmühle. Die Obergeschosse verfügen über einfache Zierformen, während das Erdgeschoss geböscht wurde. Der eingeschossige Anbau beherbergt den Motorantrieb und die Werkstatt. Die Mühlentechnik ist noch erhalten. | 31363224 | BW   |
| Tabakswinkel 3 52° 14′ 43″ N, 10° 12′ 59″ O | Wohnhaus    | Zweistöckiges Fachwerkgebäude mit einer Ausfachung aus Ziegel unter einem Satteldach, das in Betonsteindeckung gefasst ist. Die fünfachsige Fassade ist symmetrisch gegliedert. Der Eingang in der Mitte ist zurückgesetzt.                                                                               | 31363292 | BW   |
| Tabakswinkel 3 52° 14′ 43″ N, 10° 12′ 59″ O | Stall       | Westlich des Wohnhauses angebautes Fachwerkgebäude mit Satteldach in Hohlpfannendeckung. | 31363270 | BW   |
| Tabakswinkel 3 52° 14′ 43″ N, 10° 12′ 58″ O | Scheune     | Fachwerkgebäude mit Ziegelausfachung mit Längsdurchfahrt. Satteldach mit Hohlpfannen eingedeckt. | 31363248 | BW   |

### Gruppe: Triftgang 1
Die Gruppe hat die ID 31351769. Ansehnliche Baugruppe mit Fachwerk–Wohnhaus von 1798 und massiven Wirtschaftsflügeln des ausgehenden 19. Jh. .

| Lage                                     | Bezeichnung   | Beschreibung | ID       | Bild |
| ---------------------------------------- | ------------- | --- | -------- | ---- |
| Triftgang 1 52° 14′ 37″ N, 10° 12′ 52″ O | Wohnhaus      | Zweigeschossiger Fachwerkbau in Stockwerksbauweise auf Sandstein– und Ziegelsockel unter halb abgewalmten Satteldach in Ziegelpfannendeckung. Giebelseiten vollständig in Eternitplattenbehang, Gebäude nachträglich erweitert, am Westgiebel verkürzt. Gebälk mit profilierten Balkenköpfen sowie Füllhölzern, im Schwellbalken geschnitzte Inschrift. Symmetrisches Fachwerkgefüge mit K-Runen im EG und Dreiviertelstreben im OG. Im älteren Gebäudeteil Fußbänder in den Brüstungsgefachen erhalten. Ausfachung in Ziegelsetzung. An Südseite zweigeschossiger Fachwerkanbau unter Satteldach, teils massiv ersetzt, mit Wagenschauer. | 31362047 | BW   |
| Triftgang 1 52° 14′ 38″ N, 10° 12′ 52″ O | Scheune/Stall | Anderthalbgeschossiger Massivbau auf Ziegelsockel unter Satteldach in Ziegelpfannendeckung, im Dachbereich Drempel. An Hofseite zwei außermittige Ladeerker unter Satteldach mit darunterliegenden Quereinfahrten. Im Giebeldreieck Holzverzierungen. Gelbes Ziegelsichtmauerwerk mit roten Ziersteinsetzungen und in den Segmentbogenstürzen über den Gebäudeöffnungen. Seitlich Remisen–Dach. Westlicher Flügel. | 31362068 | BW   |
| Triftgang 1 52° 14′ 38″ N, 10° 12′ 52″ O | Scheune       | Eingeschossiger Massivbau auf Ziegelsockel unter Satteldach in Ziegelpfannendeckung, mit außermittiger Längseinfahrt. Außenwände in gelben Ziegelsichtmauerwerk mit Ziersteinsetzungen aus roten Ziegeln am Ortgang und in den Segmentbogenstürzen über Gebäudeöffnungen. Vorder- und rückseitig massive Anbauten, seitliches Remisen–Dach. Nördlicher Flügel. | 31362085 | BW   |

### Einzeldenkmale
| Lage                                             | Bezeichnung               | Beschreibung | ID       | Bild |
| ------------------------------------------------ | ------------------------- | --- | -------- | ---- |
| Am Breiten Tor 12 52° 14′ 36″ N, 10° 12′ 54″ O   | Wohn-/ Wirtschaftsgebäude | Zweigeschossiger Fachwerkbau auf Sandstein-Ziegelsockel unter Halbwalmdach in Ziegelpfannendeckung. Außermittige Quereinfahrt sowie entfernter Vorschauer. Wohnteil in Stockwerksabbund, Stichgebälk der Geschossdecke mit Balkenköpfen am Südgiebel sichtbar. Im Wirtschaftsteil Ständerbau mit breiten, rechteckigen Gefachen. Außenwände am Nordgiebel teilmassiv ersetzt, ansonsten Sichtfachwerk mit Dreiviertelstreben sowie teils geputzter Ausfachung, teils in Ziegelsichtmauerwerk. Raumgefüge in Anlehnung an den Flettdielengrundriss mit Scherwand. | 31361688 | BW   |
| Am Brink 10 52° 14′ 40″ N, 10° 13′ 17″ O         | Wohnhaus                  | Zweigeschossiges Fachwerkhaus in Stockwerksbauweise auf Ziegelsockel unter Satteldach in Ziegelpfannendeckung. Giebeldreieck und OG des Westgiebels mit Pfannen verkleidet, am östlichen Ortgang Freigespärre. Fachwerkgefüge mit Andreaskreuzen und Ziegelziersetzung. Ausfachung in hellroten Ziegelsetzung. An Nordseite alte Hauseingangstür mit drei vorgesetzten Stufen, darüber Inschrift im Schwellenbalken. | 31361727 | BW   |
| Am Thie 2 52° 14′ 42″ N, 10° 13′ 7″ O            | Wohn-/ Wirtschaftsgebäude | Zweigeschossiger Fachwerkbau unter Halbwalmdach in Betonpfannendeckung. Nördliches Giebeldreieck mit Ziegelpfannen verkleidet, darunter mittige Querdurchfahrt. Im ehemaligen Wohnteil Stockwerkszimmerung, sonst Ständerbau. Symmetrischer Fachwerkabbund mit geschosshohen Streben, Ausfachung verputzt und geweißt. Raumgefüge in Anlehnung an Flettdielengrundriss. | 31361745 | BW   |
| An der Mühle 4 52° 14′ 31″ N, 10° 13′ 36″ O      | Windmühle                 | Bockwindmühle, deren Bock und Mühlenkorpus erhalten ist (Flügel, Steert und Mühlentechnik sind nicht mehr vorhanden), liegt auf einer künstlichen Aufschüttung. Der Kasten wurde mit Bitumenpappe verkleidet. Der Bock wurde erheblich umgebaut. Das gilt auch für den zweigeschossigen Ziegelanbau. Am Hausbaum findet sich die Datierung „1668“. 2007 nach dem Wirbelsturm Kyrill abgebaut und eingelagert. | 31361764 | BW   |
| Lange Straße 2 52° 14′ 40″ N, 10° 13′ 22″ O      | Wohn-/ Wirtschaftsgebäude | Zweigeschossiger, giebelständiger Fachwerkbau in Stockwerksbauweise unter Satteldach in Ziegelpfannendeckung. Symmetrisches Fachwerkgefüge mit gekuppelten Ständern und stockwerkshohen Eckstreben, nördliche Quereinfahrt unter Dach eingezogen. Nordgiebel in Ziegelpfannenbehang, daran kleiner Fachwerk–Wirtschaftsanbau unter Pultdach. Mittiger Haupteingang im Wohnteil auf östlicher Traufseite. Ausfachung östlich in Ziegelsetzung, westliche Gebäudeflanke weiß verputzt.                                                                             | 31361989 | BW   |
| St.-Andreas-Straße 1 52° 14′ 41″ N, 10° 13′ 8″ O | Wohnhaus                  | Zweigeschossiger, traufständiger Fachwerkbau in Stockwerksbauweise auf Ziegelsockel unter Krüppelwalmdach in Ziegelpfannendeckung, OG kragt leicht hervor. Zwischen profilierten Balkenköpfen der Geschossdecke profilierte Füllhölzer. Giebelseiten mit Ziegelpfannenbehang, westlich ganz und östlich nur halb. Fachwerkgefüge mit Dreiviertelstreben und verputzter weißer Ausfachung. Gebäude hinter Vorgarten von der Straße zurückgesetzt. | 31362028 | BW   |

## Groß Ilsede

### Gruppe: Villen Ilseder Hütte
Die Gruppe hat die ID 31351468. Mit repräsentativem Anspruch gestaltetes herrschaftliches Villenanwesen mit Parkgrundstücken.

| Lage                                          | Bezeichnung                   | Beschreibung | ID       | Bild |
| --------------------------------------------- | ----------------------------- | --- | -------- | ---- |
| Gerhardstraße 93 52° 15′ 45″ N, 10° 13′ 17″ O | Villa (Wohnhaus)              | Zweigeschossiger, freistehender Massivbau auf hohen Sockel aus Zyklopenmauerwerk unter hohen, pfannengedeckten Walmdach mit umlaufenden Kastensims und tw. ausgebauten DG. Gartenseitig flankierende vorkragende Erker sowie rechts vorgesetzter Altanbau, dazwischen Terrasse mit vorgelegter breiter Freitreppe. Rückwärtig polygonaler Erker mit pfannenbehängtem Zwerchhaus. Zurückgesetzt auf parkähnlichen Gelände mit hohem Baumbestand. Zufahrt durch massive Torpfeiler zum Vorplatz.                 | 31359954 | BW   |
| Gerhardstraße 93 52° 15′ 44″ N, 10° 13′ 18″ O | Parkanlage                    | | 31359976 | BW   |
| Eichstraße 1 52° 15′ 47″ N, 10° 13′ 11″ O     | (Direktoren-)Villa (Wohnhaus) | Eingeschossiger, unterkellerter Massivbau mit als Vollgeschoss ausgebauten DG unter Krüppelwalmdach in Ziegelpfannendeckung. Rückwärtig großer, eingeschossiger Wintergartenanbau mit Altanüberbau und großen vielgeteilten Fenstern. Seitlicher Risalit unter Walmdach in Ziegelpfannendeckung. Außenwände massiv und verputzt, Fensteröffnungen mit Segmentbogen und Fensterläden. Überdachter, zurückgenommener Hauseingang an nördlicher Traufseite. Zurückgesetzt auf parkähnlich gestalteten Grundstück. | 38390603 | BW   |
| Eichstraße 1 52° 15′ 46″ N, 10° 13′ 11″ O     | Parkanlage                    | Parkähnliches Gelände mit hohen Baumbestand, von hohen Mauern aus Hüttensteinen umfasst. | 38390995 | BW   |
| Eichstraße 1 52° 15′ 48″ N, 10° 13′ 11″ O     | Gartenhaus                    | Gartenhäuschen der Moderne mit Flachdach und holzgeschnitzter Einfassung des Wintergartens, wohl nachträglich aus Veranda umgestaltet. Die restlichen Fenster originär, und sprossenunterteilt, das Südöstliche mit Holzläden. | 38390668 | BW   |
| Eichstraße 1 52° 15′ 48″ N, 10° 13′ 11″ O     | Einfriedung                   | Hohe Einfriedungsmauern des Grundstückes in Werksteinmauerwerk aus Hüttensteinen. | 38390876 | BW   |

### Einzelbaudenkmale
| Lage                                            | Bezeichnung      | Beschreibung | ID       | Bild           |
| ----------------------------------------------- | ---------------- | --- | -------- | -------------- |
| Eichstraße 52° 15′ 53″ N, 10° 12′ 58″ O         | Feuerwehrgebäude | Eingeschossiger, verputzter massiver Hallenbau unter Flachdach mit rundlaufender Attika. Zentrale Pilasterstellung mit Horizontalgebälk mit Errichtungsdatum in modernen Majuskeln, flankiert von Risaliten mit Treppengiebeln mit in den Tympana eingelassenen Zierankerornamenten. Im Rechten Risalit Rolltoreinfahrt, Rest der Frontfassade durch weitere Toröffnungen gestaltet. Rückwärtiger Teil nachträglich zu Gewerbezwecken modern ausgebaut. | 31359811 | BW             |
| Elisabethstraße 12 52° 15′ 55″ N, 10° 13′ 28″ O | Wohnhaus         | Eingeschossiger Massivbau auf hohen Ziegelsockel, unterkellert, unter Halbwalmdach in Ziegelpfannendeckung. Im ausgebauten DG Fachwerkdrempel. Südseite mit Zwerchgiebel mit Freigespärre unter Satteldach, Ostseite ein Treppenhausanbau unter flachen Walmdach, westliches Giebeldreieck in Holzverschalung. Außenwände in Ziegelsichtmauerwerk; Drempel, Zwerchgiebel und OG des Treppenhauses Fachwerk mit verputzten weißen Gefache. Fußbänderpaare und Fächerrosette. Sichtbare Balkenköpfe der Geschossdecke, dazwischen Ziersteinsetzungen, auch im Segmentbogen über den Fenstern. Leicht zurückversetzt, hinter einem Vorgarten freistehend. | 31359874 | BW             |
| Gerhardstraße 28 52° 16′ 2″ N, 10° 13′ 19″ O    | Wohnhaus         | Zweigeschossiger freistehender Massivbau aus Ziegelmauerwerk auf fast quadratischem Grundriss unter hohem Walmdach. Symmetrischer Fassadenaufbau: Mittelrisalit mit kleinem Satteldach, beidseitig flankiert von je einer kleinen Dachgaube auf Hauptdach. Sockelpartie in Rustikaimitation, Hauseingang hochparterrartig erhöht mit vorgelagerter einläufiger Treppe. Flachbögen mit Schlusssteinimitation, Betonung der Fenster durch hervorgehobene Gewände, Ziersteinsetzung am umlaufendem Traufgesims. Straßenseitig zweigeschossiger Balkonvorbau mit polygonalem Turmdach. | 31359895 | BW             |
| Ilseder Hütte 14 52° 15′ 43″ N, 10° 12′ 53″ O   | Gebläsehaus      | Die Gebläsehalle Ilsede ist ein zweigeschossiger Massivbau mit Wandscheiben aus Ziegelmauerwerk unter flachgeneigtem Satteldach mit Dachpappendeckung. EG ca. 3 m hoch, mit darüberliegender, hoher Fabrikhalle. Als Dachunterkonstruktion freitragende Fachwerkbinder in Stahlkonstruktion mit mittig ansteigendem Ober- und Untergurt. Auf den Bindern stählerne Pfetten, zwischen denen Betondielen liegen. Satteldachförmige Oberlichter zwischen den Hallenbindern aufgesetzt. Symmetrisch gegliederte Backsteinfassaden mit Ecktürmchen, Pfeilervorlagen und umlaufenden Gesims in Ziegelziersetzung, über Achsen der Hallenfenster jeweils drei Blindfenster. Hallenboden aus mit T-Trägern gestützten Betondecke, mit kleinformatigen Kacheln bedeckt. An Nordseite Toreinfahrt mit älterem Holztor, dahinter turmartiger Betonanbau als Schalldämpfer für die Gebläsemaschinen. Im Westen Anbauten aus Ziegelmauerwerk mit großen Lüftungsgittern, als Ansaugöffnungen und Luftfilter für Windgebläse. | 31359852 |                |
| Nikolaistraße 1 52° 15′ 57″ N, 10° 13′ 8″ O     | Nikolaikirche    | Schmale einschiffige Kirche mit breitem, modernen Westteil und außermittigen Westturm. Alte Osthälfte umfasst inschriftlich 1625 gebauten Chorteil aus Fachwerk auf Bruchsteinsockel, heute glatt verputzt. Beide anschließenden, massiv in Bruchstein aufgeführten Achsen des Schiffes vermutlich älter. Westteile 1895 in neuromanischer Formensprache angebaut: Turm mit Tropfenfriesen und Lisenengliederungen, Klangarkaden sowie Turmuhr und Rheinischer Turmhelm. | 31359993 |                |
| Schulstraße 1 52° 15′ 54″ N, 10° 13′ 20″ O      | Schule           | Zurückstehender, traufständiger zweigeschossiger Ziegelbau unter Walmdach. Symmetrische Fassade mit Mittelrisalit, durch Ziegelziersetzung besonders hervorgehoben. Horizontalgliederung der Fassade durch Gurtgesims sowie glasierte Ziegel, auch im Bereich der schrägen Fensterbänke. Gebäudeecken und Traufzone mit Ziegelziersetzung. Hauseingang an Ostseite mit alter Tür mit hohen Oberlicht über vorgelegten Stufen. Grünfläche mit Baumbestand vorgelagert. | 31360064 | BW             |
| Schulstraße 9 52° 15′ 57″ N, 10° 13′ 33″ O      | Schule           | Zweiflügeliger, abgeknickter Schulbau unter Halbwalmdach. Achsensymmetrischer Aufbau mit zentralem rundbogigen Eingangsbereich mit Jugendstil–Tür unter Vordach in Pfannendeckung, dahinter Mittelrisalit als Treppenhaus mit markanten, in Ziegeln gefassten Fensterachsen, mit Zwerchhaus unter Halbwalmdach auf profilierten Kopfbändern. EG mit Segmentbogenfenstern in vorgeblendeter Ziegelfassade mit glasierten Zierband. Fassade mit Ziegelziersetzungen hervorgehoben, besonders im Traufbereich. An Giebelseiten sichtbare, profilierte Balkenköpfe mit dazwischenliegenden Ziersteinsetzungen. An Rückseite schmaler, zweigeschossiger Anbau. Im Treppenhaus Pfeiler mit kuppelartiger Deckenausbildung mit aufgemalten Ornamenten. Im OG Kassettendecke mit Deckenmalereien. Östlich Anschluss an Turnhalle. | 31360103 | BW             |
| Schulstraße 9 52° 15′ 57″ N, 10° 13′ 36″ O      | Turnhalle        | Eingeschossiger Fachwerkbau unter Walmdach in Ziegelpfannendeckung. Eingang zwischen zwei Zwerchgiebeln, Sichtfachwerk mit K-Runen und Diagonalstreben, Ausfachung in Ziegel- und Ziegelziersetzung, teils verputzt. An Rückseite mit Blechplatten und an westlichen Traufseite mit Holzschalung. Massiver seitlicher Anbau über gesamte Gebäudelänge, weiterer Anbau an Rückseite. Tragende Konstruktion innen, Dach über in 1,5 m Höhe angesetztes Strebewerk abgefangen, darüber liegender umlaufender Gang gestützt. Turnhalle südwestlich mit zweigeschossigen Brückenbau mit Schulgebäude verbunden, im EG in Ziegelbauweise, im OG in Holzverschalung. | 31360122 | BW             |
| Zum Wasserturm 34 52° 15′ 35″ N, 10° 12′ 57″ O  | Wasserturm       | Wasserturm der Ilseder Hütte; nach oben verjüngenden, kegelförmigen Stahl-Skelettkonstruktion, im Sockelbereich mit Funktions–/ Betriebsräumen, mit oben aufgesetztem Wassertank als Kugel (Klönne-Behälter). Umlaufender Gang, oben von einem Tambour mit ebenfalls Umgang abgeschlossen. | 31359831 | Weitere Bilder |

## Groß Bülten

### Gruppe: Am Schulhof 1, 3, 3a
Die Gruppe hat die ID 31351590. Fachwerkbaugruppe mit Wohn- und Wirtschaftsgebäuden des 18.–19. Jh. Zeugnis des historischen Ortsbildes.

| Lage                                        | Bezeichnung                           | Beschreibung | ID       | Bild |
| ------------------------------------------- | ------------------------------------- | --- | -------- | ---- |
| Am Schulhof 1 52° 15′ 49″ N, 10° 11′ 19″ O  | Wohn-/ Wirtschaftsgebäude             | Zweigeschossiges Fachwerkgebäude in Stockwerksbauweise auf Sandsteinsockel unter Halbwalmdach in Ziegelpfannendeckung. EG massiv ersetzt, sonst in Fachwerk mit zweifeldigen Streben, Ausfachung teils in Ziegelziersetzung und teils verputzt. Im Wohnteil leicht auskragendes OG, Gebälk mit profilierten Füllhölzern. Westliches Giebeldreieck mit Ziegelpfannen verkleidet mit rundlaufender Inschrift. Im Dielenteil Ständerbau mit rechteckigen, verputzten Gefachen sowie V-Streben. Ehemalige mittige Quereinfahrt mit Vorschauer und Torbalken erhalten, Flettdielengrundriss ohne Scherwand mit erhaltenen Diele und Flett, darin moderne Galerie mit Aufgang zu oberen Räumen. Kammereinbauten im hinteren Dielenbereich. Anbauten als südliche Erweiterungen der zweiten Hälfte des 19. Jh. | 31359473 | BW   |
| Am Schulhof 1 52° 15′ 49″ N, 10° 11′ 19″ O  | Stall/Speicher                        | Nördlicher Stall/Speicherflügel. EG massiv in Ziegelsichtmauerwerk mit Türen in Segmentbögen, OG in Fachwerk mit Dreiviertel-Streben und verputzter Ausfachung, mit hofseitigen Ladeluken. Satteldach Ziegelpfannendeckung. | 40491131 | BW   |
| Am Schulhof 3 52° 15′ 49″ N, 10° 11′ 17″ O  | ehemalige Torscheune mit Nebengebäude | Fachwerkbau in Ständerbauweise unter Halbwalmdach in Krempziegeldeckung. Fachwerkgefüge mit erhaltenen gebogenen Diagonalstreben, Ausfachung teils in Ziegelsteinen, teils mit Lehmziegeln. Mittige Querdurchfahrt heute zugesetzt, zwei Torbalken mit erhaltenen Inschriften. | 31359495 | BW   |
| Am Schulhof 3a 52° 15′ 48″ N, 10° 11′ 18″ O | Wohn-/ Wirtschaftsgebäude             | Zweigeschossiger Vierständer–Fachwerkbau in Unterrähmszimmerung auf Sandstein- und Ziegelsockel unter Halbwalmdach in Ziegelpfannendeckung. Stockwerksbauweise im Wohnteil, leicht überhöht und unterkellert, im Dielenteil Ständerbau mit breiten liegenden Gefachen. Außenwände tw. massiv ersetzt, sonst Fachwerkgefüge mit langen V-Streben sowie gekrümmten Streben, mit gemauerter und verputzter weißer Ausfachung, teils mit Ziegelsichtmauerwerk erneuert. Am Wirtschaftsgiebel ehemals mittige Längseinfahrt mit Torbogen, jetzt durch Haupteingang teilvermauert. Giebeldreiecke mit Ziegelpfannenbehang, an östlicher Traufe ehemaliger Ladeerker. Am südlichen Wohngiebel nachträglich angebauter massiver Hinterherdgang. Grundriss in Anlehnung an den Flettdielengrundriss, Fleet und Diele verbaut. Seitlicher massiver Stallanbau unter Pultdach in Ziegelpfannendeckung. Über Tür- und Fensteröffnungen Rundbogenstürze. | 31359518 | BW   |

### Gruppe: Am Spring 12
Die Gruppe hat die ID 31351564. Fachwerkbaugruppe mit Wohn- und Wirtschaftsgebäuden des 18.–19. Jh. Zeugnis des historischen Ortsbildes.

| Lage                                              | Bezeichnung               | Beschreibung | ID       | Bild |
| ------------------------------------------------- | ------------------------- | --- | -------- | ---- |
| Am Spring 12 52° 15′ 49″ N, 10° 11′ 23″ O         | Wohn-/ Wirtschaftsgebäude | Zweigeschossiger Fachwerkbau in Stockwerksbauweise mit Längseinfahrt und Längsdiele unter Halbwalmdach in Ziegelpfannendeckung. Inschrift auf Torbalken über Längseinfahrt des Wirtschaftsteiles. Symmetrischer Fachwerkabbund mit Diagonalstreben, OG im westlichen Wohnteil leicht auskragend über profiliertem Gebälk. Westliche Giebelseite mit Holzverschalung. An Ostseite direkt anschließender, quergelagerter Wagenschauer mit Stallräumen unter Pultdach in Pfannendeckung. | 31359540 | BW   |
| Solschener Straße 23 52° 15′ 49″ N, 10° 11′ 24″ O | Wohnhaus                  | Zweigeschossiges Fachwerk-Wohnhaus in Stockwerksbauweise unter Satteldach in Pfannendeckung. Mittelachsig ausgerichtete hofseitige Eingangstür hinter Windfangvorbau, symmetrischer Fachwerkabbund mit gekuppelten Ständern, großen Andreaskreuzen sowie Ziegelausfachung. | 31359699 | BW   |

### Gruppe: Kirchhof Groß Bülten
Die Gruppe hat die ID 31351576. Ortsbildprägender historischer Ortskern mit Pfarrkirche, Kirchhof und benachbarten Pfarrhaus. Historischer Baumbestand.

| Lage                                               | Bezeichnung         | Beschreibung | ID       | Bild |
| -------------------------------------------------- | ------------------- | --- | -------- | ---- |
| Solschener Straße 33 52° 15′ 51″ N, 10° 11′ 17″ O  | Heilig-Geist-Kirche | Emporenkirche aus Bruchsteinmauerwerk mit drei Schiffen, Querhaus und Westturm. Um 1830 nach Plänen von F.A.L. Hellner als eine seiner größten Bauten errichtet. Der hochragende quadratische Westturm weist eine geschossweise zunehmende Verfeinerung der Mauerwerkstruktur und der Fenstergliederung auf. Das Portal im Westen ist als hohe Rundbogenöffnung gestaltet.                        | 31359716 |      |
| Solschener Straße 33a 52° 15′ 51″ N, 10° 11′ 16″ O | Pfarrhaus           | Zweigeschossiges, unterkellertes Fachwerkwohnhaus in Stockwerksbauweise auf Sandsteinsockel unter Satteldach in Ziegelpfannendeckung. Westliche Giebelseite mit Schieferplatten, östliches Giebeldreieck mit Holzbrettern. Symmetrischer Fachwerkabbund mit gekuppelten Ständern und durchgehenden Streben. Östlicher Eingang mit vorgelagerter Freitreppe sowie Zugang an nördlichen Traufseite. | 31359740 | BW   |

### Gruppe: Peiner Straße 9
Die Gruppe hat die ID 31351538. Ortsbildprägende und überwiegend in Fachwerk errichtete Baugruppe mit Wohn- und Wirtschaftsgebäuden des 18.–19. Jh. mit Nutz- und Ziergarten.

| Lage                         | Bezeichnung               | Beschreibung | ID       | Bild |
| ---------------------------- | ------------------------- | --- | -------- | ---- |
| 52° 15′ 53″ N, 10° 11′ 19″ O | Wohn-/ Wirtschaftsgebäude | Großes, giebelständiges zweigeschossiges Fachwerkgebäude auf Sandsteinsockel unter Halbwalmdach in Ziegelpfannendeckung. An westlicher Traufseite Ladeerker unter Schleppdach in Ziegelpfannendeckung. Stockwerkszimmerung, OG im Wohnteil leicht vorkragend, Gebälk mit Profilbrettern verkleidet. Außermittige Längseinfahrt zugemauert, Torbalken mit Inschrift sowie seitliche Quereinfahrt mit Torbalken erhalten. Fachwerkgefüge im symmetrischen Abbund mit Ziegelausfachung, Giebeldreiecke mit Behang. Raumgefüge dem Flettdielengrundriss entsprechend, Kammereinbauten im hinteren Dielenbereich. Vor Hauseingang Windfanganbau. | 31359562 | BW   |
| 52° 15′ 52″ N, 10° 11′ 18″ O | Scheune                   | Eingeschossiger, giebelständiger Fachwerkbau, parallel gegenüber dem Haupthaus, als Ständerbau auf Sandsteinsockel unter hohem Satteldach in Ziegelpfannendeckung. An nordöstlichen Ecke Längs- und Quereinfahrt zum Vorschauer mit dahinterliegenden Längseinfahrt. Fachwerkgefüge mit Ziegelausfachung, tw. massiv ersetzt mit Konsolfries am Traufgesims. Nördlicher Giebel mit Ziegelpfannenbehang. | 31359584 | BW   |
| 52° 15′ 51″ N, 10° 11′ 18″ O | Scheune                   | Gebäude schließt giebelständig an nördlichen Scheunenflügel. Eingeschossiger Massivbau unter Satteldach in Ziegelpfannendeckung mit breiten straßenseitigen Tordurchfahrt. Außenwände in Ziegelsichtmauerwerk, nördlich Wandstück in Fachwerk als wohl zugesetzte Toreinfahrt. | 31359601 | BW   |
| 52° 15′ 52″ N, 10° 11′ 19″ O | Stall                     | Südlich an Haupthaus anschließender eingeschossiger Fachwerk-Anbau mit abgeschleppten Dach, sonst Satteldach in Ziegelpfannendeckung. | 31359620 | BW   |

### Gruppe: Solschener Straße 12
Die Gruppe hat die ID 31351551. Hofanlage als ortsbildwirksame Fachwerkbaugruppe mit Wohn- und Wirtschaftsgebäuden des 18.–19. Jh., hinter Vorgarten zurückgesetztes Vierständer-Hallenhauses mit zugehörigem Stallgebäude.

| Lage                                              | Bezeichnung               | Beschreibung | ID       | Bild |
| ------------------------------------------------- | ------------------------- | --- | -------- | ---- |
| Solschener Straße 12 52° 15′ 51″ N, 10° 11′ 20″ O | Wohn-/ Wirtschaftsgebäude | Zweigeschossiger giebelständiger Fachwerkbau auf Ziegelsockel unter Halbwalmdach in Ziegelpfannendeckung. Im jüngeren Gebäudeteil Stockwerkszimmerung, im älteren Dielenteil durchlaufende Ständer. An Westfassade Quereinfahrt mit Vorschauer und Torbalken mit inschriftlichen Erbauungsjahr 1731, daneben etwas zurückgenommener Hauseingang, Türbalken ebenfalls mit geschnitzter Inschrift mit der Jahreszahl 1863, wohl zum Umbau des Wohnteils entstanden. Symmetrischer Fachwerkabbund mit durchgehenden Streben, Ziegelausfachung, EG teils massiv ersetzt. Südliches Giebelfeld mit Ziegelplattenbehang. Im Dielenteil verputzte weiße Gefache, Raumgefüge dem Flettdielengrundriss mit Scherwand entsprechend. Diele mit Stallungen erhalten, Kammereinbauten im hinteren Dielenbereich. | 31359637 | BW   |
| Solschener Straße 12 52° 15′ 51″ N, 10° 11′ 19″ O | Stall                     | Kleiner zweistöckiger Fachwerkbau in Stockwerksbauweise auf hohen Ziegelsockel unter Halbwalmdach in Ziegelpfannendeckung. Außenwände in Fachwerk mit verputzten weißen Gefachen, lange und kurze Diagonalstreben zur Aussteifung. Westliches Giebeldreieck in Ziegelpfannen verkleidet. | 31359659 | BW   |

### Einzeldenkmale
| Lage                                              | Bezeichnung | Beschreibung | ID       | Bild |
| ------------------------------------------------- | ----------- | --- | -------- | ---- |
| Solschener Straße 19 52° 15′ 50″ N, 10° 11′ 27″ O | Wohnhaus    | Zweigeschossiger, queraufgeschlossener Fachwerkbau in Stockwerkbauweise auf Sandsteinquadersockel unter Krüppelwalmdach in Ziegelpfannendeckung von 1892. Eingezogener Eingangsbereich, spiegelsymmetrischer Fachwerk–Abbund mit durchgehenden Diagonalstreben und Andreaskreuzen. Bauzeitliches Treppenhaus erhalten. | 31359676 | BW   |

## Groß Lafferde

### Gruppe: Bierstraße 75–81
Die Gruppe hat die ID 31351796. Die traufständig zur Straße errichteten Wohnhäuser Bierstraße 75 und 77  bilden zusammen mit nördlich anschließenden Stall sowie rückwärtige liegenden Scheune und Remise großen Wirtschaftshof(ehem. Posthof), der zur Straße durch Bruchsteinmauer mit Tor abgeschlossen wird. Zusammen mit den stattlichen Fachwerk-Wohnhäusern Bierstraße 79 und 81 eine straßenbildprägende Häuserzeile mit Gebäudebestand des 18.–19. Jh.

| Lage                                       | Bezeichnung | Beschreibung | ID       | Bild |
| ------------------------------------------ | ----------- | --- | -------- | ---- |
| Bierstraße 75 52° 13′ 38″ N, 10° 14′ 33″ O | Wohnhaus    | Zweigeschossiges, traufständiges Fachwerkgebäude auf Werksteinsockel unter Satteldach in Ziegelpfannendeckung. Verändertes Fachwerkgefüge mit gekuppelten Ständern sowie teils entgegenlaufenden K-Streben, westlich und rückwärtig mit Diagonalstreben, Gebälk mit farbig gefassten profilierten Füllhölzern. Freistehende Giebelseite mit Ziegelpfannenbehang. | 31362271 | BW   |
| Bierstraße 75 52° 13′ 38″ N, 10° 14′ 32″ O | Stall       | Traufständiges massives Gebäude aus Sandsteinquadermauerwerk unter Satteldach in Ziegelpfannendeckung, giebelständig an Wohnhaus angebaut. Fensteröffnungen in Segmentbögen mit Stürzen aus Ziegelstein. Straßenseitig Gaube, rückwärtig Stalltore sowie in Fachwerk ausgeführter Ladeerker. | 31363339 | BW   |
| Bierstraße 75 52° 13′ 39″ N, 10° 14′ 33″ O | Scheune     | Fachwerk-Scheunenflügel in Ständerbauweise unter Krüppelwalmdach in Ziegelpfannendeckung. Verputze Ausfachung, teilweise mit Ziegelausfachung erneuert, EG teils massiv in Ziegelsichtmauerwerk ersetzt. | 31363356 | BW   |
| Bierstraße 75 52° 13′ 39″ N, 10° 14′ 34″ O | Remise      | Zweigeschossiger Remisenanbau an südöstlichen Gebäudeecke des Scheunenflügels unter Satteldach mit östlich abgeschleppten Dach sowie Freigespärre und Knickhelm. EG teils massiv in Ziegelsichtmauerwerk, ansonsten in Fachwerk. | 31363373 | BW   |
| Bierstraße 77 52° 13′ 38″ N, 10° 14′ 35″ O | Wohnhaus    | Zweigeschossiges, traufständiges Fachwerkgebäude auf Sandsteinsockel unter Satteldach in Schieferdeckung, drei Dachgauben mit Zierspitzen. Westliches Kammerfach risalitartig vorspringend, mit halben schwäbischen Mannfiguren sowie Fußstrebenpaaren. Vorkragendes OG über Sichtgebälk mit Füllhölzern. Fachwerkgefüge mit gekuppelten Ständern, giebelseitig mit Streben über zwei Gefache. Östliches Giebeldreieck mit Behang. Westliche Giebelseite komplett in Schieferbehang, späterer Wintergartenvorbau. | 31362293 | BW   |
| Bierstraße 79 52° 13′ 38″ N, 10° 14′ 37″ O | Wohnhaus    | Zweigeschossiges Fachwerkgebäude in Stockwerksbauweise auf Sandsteinsockel unter Mansarddach in Ziegelpfannendeckung, westlich mit Gauben in Schieferbehang. Fachwerkgefüge mit gekuppelten Ständern sowie Diagonalstreben (im 19. Jh. erneuert), westliche Traufseite originär mit K-Streben, dort auch Schwellinschrift mit Datum 1733. Straßenseite mit Zwerchhaus überhöht und mit flachen profilgefassten Dreiecksgiebel mit neueren sprossengeteilten Lichtfenster bekrönt. Im EG holzgefasste Eingangstür hinter vorgelegten Stufen. Kubatur auf annähernd quadratischem Grundriss. Rückwärtig zugehöriger Saalanbau als zweigeschossiger Fachwerkflügel in Stockwerksbauweise unter Halbwalmdach. Ziegelausfachung, rückwärtig teils noch mit Lehmziegeln. Im EG Ställe, im OG kleiner Saal mit Nebenräumen. An Giebelwand zum Wohnhaus halb eingetiefter Keller in Sandsteinquadermauerwerk. | 31362315 | BW   |
| Bierstraße 81 52° 13′ 38″ N, 10° 14′ 38″ O | Wohnhaus    | Zweigeschossiger, traufständiger Fachwerkbau auf Sandsteinsockel unter Mansarddach in Ziegelpfannendeckung. Fachwerkgefüge mit gekuppelten Ständern, ostseitig mit symmetrisch angeordneten durchgehenden Streben. Frontfassade mit Zwerchgiebel, dort erhaltener Warenaufzug im profilierten Dreiecksgiebel. Bauform wie Nachbarsgebäude Nr. 79 auf fast quadratischer Grundfläche, mit der breiteren Seite zur Straße. | 31362339 | BW   |

### Gruppe: Kirchhof Groß Lafferde
Die Gruppe hat die ID 31351782. Ortsbildprägender historischer Ortskern mit Pfarrkirche St. Bernward, Kirchhof. Baumbestand, Grabdenkmäler sowie Ehrenfriedhof.

| Lage                                          | Bezeichnung              | Beschreibung | ID       | Bild |
| --------------------------------------------- | ------------------------ | --- | -------- | ---- |
| Bernwardstraße 3 52° 13′ 27″ N, 10° 14′ 45″ O | Bernwardskirche          | Dreischiffige Emporenkirche im sogenannten Rundbogenstil mit Querhaus und polygonal schließendem Chor von 1857. Portalloser Westturm in unregelmäßiger Quadermauerung aus Mitte 13. Jh., das OG unter Wiederverwendung der romanischen Teilungssäulen in den gekuppelten Schallarkaden in gotischer Zeit erneuert wurde. Vier Uhrgauben und Schlagglocke nach Norden, Uhrwerk von 1892, hoher schiefergedeckter Helm. Kirchenschiffe mit flacher Lisenengliederung, verbindenden Rundbogenfriesen sowie um die Lisenen gekröpften Gesimsen. Schlanke Rundbogenfenster, an Querhausfassaden in gestaffelter Dreiergruppierung, an Seiten des Chores in paariger Anordnung. Gebäudekanten durch Fialen akzentuiert. Kircheninnere mit trapezförmig ansteigenden, sonst flachen Bretterdecke, dreiseitig umlaufenden Empore mit Blendarkadenbrüstung sowie Apsis mit Rippengewölbe gestaltet. | 31362139 | BW   |
| Bernwardstraße 3 52° 13′ 27″ N, 10° 14′ 45″ O | Kirchhof mit Grabsteinen | | 31362163 | BW   |
| Bernwardstraße 3 52° 13′ 28″ N, 10° 14′ 46″ O | Ehrenmal                 | Platzanlage am nordöstlichen Kirchhofrand. Oktogonaler Pfeiler mit gemeißelter Inschrift „1914-1918; 1939–1945“ im Postament sowie bekrönenden schmiedeeisernen Kugel steht zentral im Verlauf eines gepflasterten Weges, an dessen Rand einzelne Steinplatten mit gelisteten eingemeißelten Namen der Kriegsbeteiligten angeordnet sind. | 31362181 | BW   |

### Einzelbaudenkmale
| Lage                                          | Bezeichnung                | Beschreibung | ID       | Bild |
| --------------------------------------------- | -------------------------- | --- | -------- | ---- |
| Bernwardstraße 1 52° 13′ 30″ N, 10° 14′ 44″ O | Pfarrhaus                  | | 31362120 | BW   |
| Bernwardstraße 6 52° 13′ 28″ N, 10° 14′ 41″ O | Alte Schule                | Freistehender zweigeschossiger Massivbau aus Ziegelmauerwerk unter Satteldach in Ziegelpfannendeckung. Symmetrische Hauptfassade mit platzseitigen Mittelrisalit. Ziersteinsetzungen in Deckenhöhe und am Ortgang. Gebäude traufständig an Westseite des Schulplatzes. | 31362198 | BW   |
| Bernwardstraße 8 52° 13′ 27″ N, 10° 14′ 40″ O | Schule                     | Freistehender, zweigeschossiger Massivbau unter sehr hohen, pfannengedeckten Walmdach, mit ausgebauten DG und Dachgauben. Im südlichen Gebäudeteil Risalit unter Viertelwalmdach, Giebeldreieck mit Zierfachwerk gestaltet. Über Schnittpunkt der Firstlinien beider Gebäudeflügel laternenähnlicher Aufsatz mit kleinen Glockendach. An nordwestlicher Gebäudeecke Risalit mit Zwerchgiebel. Verputze Außenfassade, Fenster durch Ziegelziersetzungen betont, ebenso Gebäudeecken und Traufgesims. Im EG höhenversetztes Ziegelmauerwerk auf hohem Ziegelsockel. Haupteingang über einer mehrstufigen Freitreppe unter kunstvoll ausgebildetem Vordach. | 31362217 | BW   |
| Marktstraße 9 52° 13′ 31″ N, 10° 14′ 26″ O    | Wohnhaus/ehemalige Kapelle | Freistehendes, rechteckiges Gebäude aus Bruchsteinmauerwerk unter Ziegelpfannengedeckten Walmdach. In Mitte der Nordwand neue Hauseingangstür mit originären Sandsteingewänden, davor Treppenstufen aus Ziegelstein. Fenstergliederung teils originär mit entsprechender Einfassung, zahlreiche neue Fenster wurden beim Umbau der Kapelle zum Wohnhaus in das Mauerwerk gebrochen. An Südseite ein Sandsteinkreuz als Spolie. | 31362362 | BW   |
| Marktstraße 16 52° 13′ 32″ N, 10° 14′ 18″ O   | Wohn-/ Wirtschaftsgebäude  | Freistehendes, zweigeschossiges und giebelständiges Fachwerkgebäude auf Ziegelsockel unter pfannengedeckten Dach. An Südseite Stockwerksbau, ansonsten Ständerbauweise, ehemaliger Wirtschaftsteil mit hofseitiger hoher Quereinfahrt. Ausfachung der Nordseite mit altem Putz, im hinteren Bereich mit offenliegender Lehmausfachung. Weiß gestrichenes Ziegelmauerwerk in den Gefachen der Südseite. Alte Haustür mit schmalen Seitenfenstern mittig in der Ostseite, straßenseitige Sandsteineinfriedung. Südlich anschließender Stall-/ Scheunenflügel in Fachwerk.                                                                                  | 31362383 | BW   |
| Marktstraße 21 52° 13′ 35″ N, 10° 14′ 33″ O   | Wohn-/ Wirtschaftsgebäude  | Freistehendes, langgestrecktes Fachwerkgebäude auf Sandsteinsockel unter hohen, mit Ziegelpfannen gedeckten Halbwalmdach. Ursprünglich mit Querdiele, auf Südseite hohes, altes Scheunentor mit Schwellinschrift und Datum „1768“. Fenster teilweise erneuert, Hauseingangstür ist älteren Datums. Schwarz gestrichene Ständer, verputzte Ausfachung in Gelbton gehalten. Kunstvoll gestaltetes Fachwerkgefüge mit K-Runen und Fußstrebenpaaren. Westliche Giebelseite mit Abseite. | 31362421 | BW   |
| Marktstraße 23 52° 13′ 32″ N, 10° 14′ 32″ O   | Wasserturm                 | Wasserturm Groß Lafferde, 30,78 m hohes und 7,86 m durchmessendes Bauwerk von 1911 bis 1913, viergeschossiger Turmschaft auf kreisförmigen Grundriss. Stählerner Wasserbehälter (150 m³) im ca. 5,5 m hohen Turmaufsatz, der aus Fachwerk mit Schieferverkleidung auf Stahlbetonkranz 0,5 m auskragt, bekrönt von Zeltdach in Schieferdeckung mit Wetterfahne. Eingang von Süden durch zweiflügelige, hölzerne Tür unter gemauerten Rundbogen mit kleiner Vortreppe. Turmfenster in rechteckiger Gestaltung. | 31362440 |      |
| Sackstraße 4 52° 13′ 28″ N, 10° 14′ 27″ O     | Molkerei                   | Eingeschossiger Massivbau aus Ziegelsichtmauerwerk unter Satteldach mit Ziegelpfannendeckung. Vertieft liegende, teils überstabte Fenster sowie Wandvorsprünge gliedern die Fassade. Ziersteinsetzungen, Ziegelbänder sowie Treppenfries im Traufbereich als künstlerische Ausgestaltung. Symmetrisch gestaltete Straßenseite mit vorgesetzter, zweiläufiger Treppe mit Podest. | 31362498 | BW   |

## Klein Ilsede

### Einzeldenkmale
| Lage                                        | Bezeichnung      | Beschreibung | ID       | Bild           |
| ------------------------------------------- | ---------------- | --- | -------- | -------------- |
| Breite Straße 9 52° 17′ 5″ N, 10° 13′ 42″ O | Kirche St. Urban | Bei der Kirche handelt es sich um eine ursprünglich mittelalterliche Kapelle, deren Seitenwände im Bruchsteinjahr um 1380 zu datieren sind. An der Nordwand befindet sich ein gotisches Spitzbogenfenster. Der achteckige, schiefergedeckte Dachreiters soll spätmittelalterlich sein. Um 1600 wurde ein fünfseitiger Chorschlusses aus Fachwerk angebaut. Die Traufe des Chores wird durch die geschnitzte Balkenköpfe und Knaggen geprägt. | 31360140 | Weitere Bilder |
| Wehrstraße 52° 17′ 12″ N, 10° 13′ 43″ O     | Spritzenhaus     | Gebäude aus Fachwerk mit Tor im Giebelbereich unter Satteldach und natürlicher Ziegeldeckung. Nach der Ortschronik um 1875 erbaut. | 38907737 |                |

## Münstedt

### Gruppe Am Vorwerk 3
Die Gruppe hat die ID 31351861. Fachwerkbaugruppe mit Wohn- und Wirtschaftsgebäuden des 18. und 19. Jh. und eine straßenseitige Einfriedung. Straßenseitig schmaler Vorgarten, rückwärtig mit Laubbäumen und Büschen bewachsenes großzügiges Grundstück.

| Lage                         | Bezeichnung               | Beschreibung | ID       | Bild |
| ---------------------------- | ------------------------- | --- | -------- | ---- |
| 52° 15′ 19″ N, 10° 16′ 33″ O | Wohn-/ Wirtschaftsgebäude | Zweigeschossiges Längsdielenhaus mit Quereinfahrt auf Sandsteinsockel unter westlich abgewalmten Satteldach in Ziegelpfannendeckung. Westliches Giebeldreieck mit Ziegelpfannen, Quereinfahrt mit inschriftverzierten Torbalken und Vorschauer. Im Wohnteil Stockwerksbauweise mit sichtbaren Balkenköpfen. OG kragt an Trauf- und Giebelseite leicht hervor. Im Wirtschaftsteil Ständerbau mit zurückspringender Wand und Dach auf profilierten Kopfbändern. Symmetrisches Fachwerkgefüge mit Dreiviertelstreben und giebelseitigen Mannfiguren, Ausfachung teils ausgemauert, teils mit Lehm ausgestrichen. Raumgefüge in Anlehnung an den Flettdielengrundriss, Innengerüst wohl mit Galerie und Aufgang zu oberen Kammern. 1746(i) errichtet. | 31362558 |      |
| 52° 15′ 18″ N, 10° 16′ 33″ O | Wirtschaftsgebäude        | Ein- und zweigeschossiges Wirtschaftsgebäude unter Satteldach in Ziegelpfannendeckung. EG massiv mit Fenstern in Halbkreisbögen, OG in Fachwerk mit ausgemauerten Gefachen. Rückwärtig schließt giebelständig Scheunenanbau an. | 31362604 | BW   |

### Gruppe Kirchhof Münstedt
Die Gruppe hat die ID 31351847. Ortsbildprägender historischer Ortskern mit Kirche und Kirchhof.

| Lage                                       | Bezeichnung | Beschreibung | ID       | Bild           |
| ------------------------------------------ | ----------- | --- | -------- | -------------- |
| Behmestraße 4 52° 15′ 22″ N, 10° 16′ 26″ O | Kirche      | Die Kirche Münstedt ist eine spätklassizistische Saalkirche mit geradem Chorabschluss mit Windfangvorbau unter Satteldach mit romanischen Westturmaus unregelmäßigen Bruchsteinmauerwerk, nun verputzt, vom zweiten Viertel des 13. Jh. Profilierter Außensockel sowie von Rundbogenblenden umschlossene gekuppelte Klangarkaden, Teilungssäulchen mit Würfelkapitellen. Schiefergedeckter Knickhelm, sowie rundbogiges Portal von 1838. Verputztes, streng symmetrisches Langhaus über annähernd quadratischen Grundriss, an Gebäudekanten breite Lisenen. In leicht vortretenden Mittelachsen große Rechteckportale und bekrönende, sprossengeteilte Halbkreisfenster, flankiert von jeweils zwei großen Rundbogenfenstern. Innen eine U-förmige Langhausempore, Ostwand durch kannelierte Pilaster mit korinthischen Kapitellen und feingliederigen Gebälk gegliedert, darüber Halbkreisfenster. Im Zuge der Renovierung 1970 wurde vormalige kassetierte Holzdecke durch eine Putzdecke ersetzt. | 31362622 | Weitere Bilder |
| Behmestraße 4 52° 15′ 22″ N, 10° 16′ 26″ O | Kirchhof    | Grünfläche mit Baumbestand wurde früher als Friedhof genutzt, historische Grabsteine vorhanden. | 31362646 | Weitere Bilder |

### Einzeldenkmale
| Lage                                      | Bezeichnung | Beschreibung | ID       | Bild           |
| ----------------------------------------- | ----------- | --- | -------- | -------------- |
| Am Bahnhof 2 52° 15′ 19″ N, 10° 16′ 37″ O | Wohnhaus    | Zweigeschossiger, queraufgeschlossener und unterkellerter Fachwerkbau in Stockwerksbauweise auf hohem Sockel aus Sandsteinquadern, unter Krüppelwalmdach in Ziegelpfannendeckung. Giebelseitiger Behang. Hofseitige Dachfläche mit drei halbrunden Gauben. Mittiger sandsteingefasster Hauseingang mit Freitreppe, symmetrischer Fachwerkabbund mit geschosshohen Streben. | 31362538 | Weitere Bilder |

## Oberg

### Gruppe: Kirchhof Oberg
Die Gruppe hat die ID 31351810. Ortsbildwirksamer historischer Ortskern mit Pfarrkirche und Kirchhof. Neben Ehrenmal des 20. Jh. auch Grabdenkmäler des wohl 18. und 19. Jh.

| Lage                                        | Bezeichnung                | Beschreibung | ID       | Bild           |
| ------------------------------------------- | -------------------------- | --- | -------- | -------------- |
| Sonnenstraße 25 52° 15′ 14″ N, 10° 15′ 5″ O | Kirche Johannes der Täufer | Einschiffiger und kreuzförmiger Saalbau mit Westturm aus dem 14./16. Jh., neogotisches Querhaus und Chor 1899/1900 angefügt. Unterer Turmteil aus dem 14. oder 15. Jh., oberer Teil in verschiefertem Fachwerk erneuert, wovon die Wetterfahne mit der Jahreszahl 1584 zeugen könnte. Kurze Langhaus als verputzter Bruchsteinbau mit großen Segmentbogenfenstern im Kern wohl aus 15. Jh. Das Innere wurde beim Umbau 1899/1900 von einer Holztonne überwölbt und mit historisierenden Friesen und Symboldarstellungen bemalt. Im Langhaus sowie Querarmen Emporen aus 19. Jh. Neben größtenteils aus 19. Jh. stammenden Ausstattung gehört auch gemaltes Epitaph für Heinrich von Oberg und Gemahlin sowie dessen Herrschaftsprieche, beide aus dem 16. Jh. | 31363064 | Weitere Bilder |
| Sonnenstraße 25 52° 15′ 14″ N, 10° 15′ 7″ O | Kirchhof mit Grabsteinen   | Bereits seit dem 14. Jh. als Gemeindefriedhof genutzt. Neben Baum- und Pflanzenbestand Grabdenkmäler des wohl 18. und 19. Jh. | 31363088 | Weitere Bilder |
| Sonnenstraße 25 52° 15′ 15″ N, 10° 15′ 5″ O | Ehrenmal                   | Ehrenmal für die Gefallenen im Ersten und Zweiten Weltkrieg als parallel zum Kirchenschiff angelegte Platzanlage. Rechteckigen Wegumgang, der von Inschriftentafeln der Verstorbenen beidseitig flankiert wird. Am westlichen Kopfende des mittleren Grünstreifens ein Gedenkstein, am östlichen Kopfende vor mit Betonplatten ausgelegten Begehungsstreifen Kreuz auf Postament. Dahinter eine Gedenktafel, ebenfalls hinter Betonplatten. Platzanlage ist durch Blumenbeet, Hecken sowie Baumbestand gärtnerisch gestaltet. | 31363106 | Weitere Bilder |

### Gruppe: Rittergut Oberg
Die Gruppe hat die ID 31351824. Ortsbildwirksame und ortsgeschichtlich bedeutende Anlage mit Wohn- und Wirtschaftsgebäuden des 19.–20. Jh. in der Oststraße 30, Auf Fundamenten der mittelalterlichen Wasserburg errichtet gehört zum Gelände Wassergraben sowie südwestliche Schlossparkerweiterung der zweiten Hälfte 19. Jh. Von gestalteten Einfriedungen umgeben, auf dem Parkgelände und im Hof alte Grabsteine sowie Standbilder; Löwenplastiken-/ skulpturen, eine als Gedenkstein an das Geschlecht von Oberg.

| Lage                                     | Bezeichnung       | Beschreibung | ID       | Bild           |
| ---------------------------------------- | ----------------- | --- | -------- | -------------- |
| 52° 15′ 12″ N, 10° 15′ 6″ O              | Herrenhaus        | Zweigeschossiger, unterkellerter Massivbau auf verputzten Quadersockel unter Satteldach mit Sandsteindeckung. Zweigeschossiger westliche Anbau unter Satteldach mit Wesersandsteindeckung. Viele kleine Sattelgauben auf vorderer und der hinterer Dachfläche. Außenwände massiv und verputzt, mit Anstrich. Vorder- und Rückseitig jeweils hoher spitzer Zwerchgiebel unter Satteldach. Firstlinien bilden Kreuzdach. An Südseite Hauseingang mit davorliegenden Windfang und Veranda. Im verzierten Giebel über dem Eingang Wappenrelief der Familie von Kalm. Kleingeteilte, zumeist mit Sandstein gefasste Fenster, teilweise bleiverglast mit bunten Scheiben. Fundamente wohl aus dem 15. Jh., die Mauerwerksquader reichen teils unmittelbar an Graben. Im Keller an Südostecke Kreuzgratgewölbe, von zwei Mittelpfeilern mit geschrägten Kämpfern getragen, an Nordostecke tonnengewölbt. Am Ostgiebel Sandsteinerker. Fenster teils mit Dreieckgiebel überdacht und im Brüstungsbereich ornament- und inschriftenverziert, tw. gekuppelt angeordnet. | 31362722 | Weitere Bilder |
| 52° 15′ 11″ N, 10° 15′ 7″ O              | Toreinfahrt       | Repräsentatives schmiedeeisernes Hoftor. Durch Giebelfeld überfangen, in filigraner vegetabiler Ornamentik, mit doppelseitig eingelassenem Wappenschild. Schräg angelegte Torpfeiler in Eisenfachwerk, von glockenförmigen Aufsätzen mit Spitze überfangen. Durchfahrt von niedrigeren Durchgangspforten flankiert. Torflügel und Überfänge in längenalternierenden Sprossen mit Zierspitzen. | 31362822 | Weitere Bilder |
| 52° 15′ 8″ N, 10° 15′ 10″ O              | Scheune           | Eingeschossiger Fachwerkbau auf Sandsteinsockel unter Krüppelwalmdach in Ziegelpfannendeckung. Zwei Dachreiter unter Sattel- und Walmdach. Zur Nordseite mittige Seiteneinfahrt, etwas vorspringend unter Walmdach in Wellblechdeckung. Über Eingangstür Steintafel mit Inschrift, am östlichen Giebel außermittige Längseinfahrt mit Torbalken. Fachwerkgefüge mit dreifeldigen Streben und Ziegelausfachung. Östlich zweigeschossiger Anbau unter Walmdach in Ziegelpfannendeckung. Zur Nordtraufe hin kleiner Ladeerker und außermittige Quereinfahrt. EG massiv, OG in Fachwerk in Ziegelausfachung. Südlicher Flügel. | 31362744 | Weitere Bilder |
| 52° 15′ 7″ N, 10° 15′ 4″ O               | Reithalle         | Eingeschossiger verputzter Massivbau unter Mansardwalmdach in Ziegelpfannendeckung. Queraufgeschlossener Gebäudeflügel mit repräsentativen mittigen Tordurchgang, mit kassettierten Flügeltüren und sprossengeteilten Oberlicht, unter Dreiecksgiebel mit Wappen im Tympanon. Gebäudefassade durch kannelierte und quadergeteilte Lisenen gegliedert. | 31362799 | BW             |
| Oststraße 30 52° 15′ 12″ N, 10° 15′ 3″ O | Burggraben        | Burggraben der ursprünglichen mittelalterlichen Wasserburg. | 31363146 | Weitere Bilder |
| 52° 15′ 9″ N, 10° 15′ 12″ O              | Stallscheune      | Langer, eingeschossiger Fachwerkflügel auf Sandsteinsockel unter Krüppelwalmdach in Ziegelpfannendeckung, mit zwei kleinen Dachreitern zur Entlüftung. Mittige Längseinfahrt und außermittige Querdurchfahrt. Außenwände teils massiv ersetzt, sonst Fachwerk mit Ziegelausmauerung. An Südseite Steintafel mit Inschrift. Östlicher Flügel. | 31362765 | Weitere Bilder |
| 52° 15′ 9″ N, 10° 15′ 14″ O              | Wagenschauer      | Eingeschossiger Fachwerkbau auf Ziegelsockel unter Walmdach in Ziegelpfannendeckung. Fachwerkgefüge mit Andreaskreuzen und Ziegelausfachung, traufseitige Wände in Fachwerkstützen aufgeteilt. An Südseite kleiner Anbau unter Satteldach in Ziegelpfannendeckung mit Eingang zur Werkstatt. Gebäude rückwärtig parallel an östlichen Stall-/Scheunenflügel angeordnet. | 31362782 | Weitere Bilder |
| 52° 15′ 11″ N, 10° 15′ 8″ O              | Verwalterwohnhaus | Zweigeschossiger Massivbau auf Ziegelsockel unter Satteldach in Ziegelpfannendeckung. An Vorderseite Zwerchgiebel unter Satteldach mit Ziersteinsetzungen im Giebeldreieck. Auf linker Seite Frontfassade Fenstererker aus Sandstein, mit Ziegelmauerwerk treppenartig unterfangen. Stier als Konsolfigur. Fassade in Ziegelsichtmauerwerk, frontal weiß gestrichen. Eingang ursprünglich im ersten Stock über Sandsteintreppe, später ins EG versetzt mit bekrönender, nachträglich angebrachter Steinplatte. Östlich schließt Wirtschaftsflügel an. | 31363169 | Weitere Bilder |

### Einzelbaudenkmale
| Lage                                               | Bezeichnung               | Beschreibung | ID       | Bild           |
| -------------------------------------------------- | ------------------------- | --- | -------- | -------------- |
| Lahbergweg 52° 15′ 50″ N, 10° 15′ 28″ O            | Bismarckturm              | Der Bismarckturm Oberg ist ein freistehender, etwa 10 m hoher Turm aus Sandstein auf bossierten Quadersockel. Am unteren Teil fünf Pfeilervorlagen als Stützung. Im oberen Teil umlaufendes Bogenfries mit Treppenkonsolen sowie darüber liegenden Zinnen. Zwei schmale Lichtfenster. Eingang mit Giebelportal und Spitzbogen. Außenwände aus bossierten Quadermauerwerk, im Inneren Treppenaufgang zur Aussichtsplattform. Turm von Laubbäumen umgeben. | 31362701 | Weitere Bilder |
| Oberger Hauptstraße 35 52° 15′ 25″ N, 10° 15′ 4″ O | Wohn-/ Wirtschaftsgebäude | Giebelständiger, zweigeschossiger Fachwerkbau in Stockwerksbauweise unter Halbwalmdach in Ziegelpfannendeckung. Außenwände teils mit Blechschindeln- und Eternitverkleidung, ansonsten Fachwerk mit teils gemauerter, teils verputzter Ausfachung. Rückwärtig mit hinterem, jüngerem Pultdachanbau in Backstein für Stallnutzung. Zum Gebäudebestand gehört straßenseitige Einfriedung mit Holzstaketzaun sowie Wasserpumpe im östlichen Gartenbereich.  | 39576769 | Weitere Bilder |

## Ölsburg

### Gruppe: Fröbelstraße 7, 8, 9, 10
Die Gruppe hat die ID 31351627. Ortsbildwirksame geschlossene Gruppe anspruchsvoller Wohnhäuser an Platzanlage mit Vor- und Rückgärten, ehemalige Beamtenwohnhäuser der Ilseder Hütte.

| Lage                                         | Bezeichnung     | Beschreibung | ID       | Bild |
| -------------------------------------------- | --------------- | --- | -------- | ---- |
| Fröbelstraße 7 52° 15′ 49″ N, 10° 12′ 37″ O  | Beamtenwohnhaus | Eingeschossiger Massivbau auf hohem Ziegelsockel, unterkellert, unter Halbwalmdach in Ziegelpfannendeckung mit Gauben unter Krüppelwalm- und Schleppdächern. Im Dachbereich Fachwerkdrempel mit verputzter weißer Ausfachung und ausgebauten DG. Südliches Giebeldreieck mit Holzschalung verkleidet. An nördlicher Vorderseite Risalitgiebel, im OG mit verziertem Fachwerk. Seitlich und rückwärtig mehrere Anbauten unter Walm- und Schleppdächern. Fassade im EG in Ziegelsichtmauerwerk mit Ziersetzung an Fenstern. Geschosstrennendes Deutsches Band. Mehrere Haus- und Kellereingänge. Leicht zurückgesetzt, mit Vorgarten sowie großen rückwärtigen Ziergarten, durch hohen Zaun mit massiven Sockel eingefriedet.                                         | 31360645 | BW   |
| Fröbelstraße 8 52° 15′ 50″ N, 10° 12′ 34″ O  | „Dreimädelhaus“ | Großer, langgestreckter, zweigeschossiger und verputzter Massivbau auf hohen Bruchsteinsockel, unterkellert, unter Walmdach in Ziegelpfannendeckung. Unterteilt in drei Wohneinheiten. An den Gebäudeseiten eingeschossige Anbauten unter Walmdach, rückwärtig Anbauten mit darüber liegenden Balkonen. Vorderseitig mittiger Frontgiebel mit Okulus über Mittelrisalit mit Portikus ähnlich vorgeblendeten Halbsäulen. Hauseingänge jeweils mit vorgelagerten siebenstufigen Freitreppen. Halbrunde Zufahrt sowie Grünanlage mit Eichen und Bruchsteinmauer vorgelagert. Rückwärtig großer Nutzgarten mit Obstbäumen. | 31360684 | BW   |
| Fröbelstraße 9 52° 15′ 48″ N, 10° 12′ 35″ O  | Beamtenwohnhaus | Eingeschossiges, traufständiges und unterkellertes Massivgebäude auf hohem Ziegelsockel unter Halbwalmdach in Ziegelpfannendeckung mit mehreren Gauben unter Krüppelwalm- und Schleppdächern. Im Dachbereich Fachwerkdrempel mit verputzter weißer Ausfachung und ausgebautem DG. Giebeldreieck an der Südseite mit Holzschalung. An nördlicher Vorderseite Mittelrisalit unter Satteldach in Ziegelpfannendeckung mit verziertem Fachwerkgiebel. Daneben Wintergartenanbau unter abgeschleppten Dach in Ziegelpfannendeckung mit kleinem Zwerchgiebel. Fassade weiß verputzt, Fenstereinfassungen durch Ziegelsichtmauerwerk betont, darüber Rundbogenstürze. Geschosstrennendes Gurtgesims. Hinter Vorgarten zurückgesetzt, befindet Garten mit alten Laubbäumen. | 31360736 | BW   |
| Fröbelstraße 10 52° 15′ 49″ N, 10° 12′ 33″ O | Beamtenwohnhaus | Eingeschossiges, unterkellertes Massivgebäude auf verputztem Ziegelsockel unter Halbwalmdach in Ziegelpfannendeckung. An südlicher Traufseite mittiger Risalitgiebel unter Satteldach in derselben Deckung. Daneben ein eingeschossiger Anbau, im Dachbereich mit Fachwerk mit verputzter weißer Ausfachung. Fassade weiß verputzt, Fenster durch Segmentbögen mit Schlusssteinen betont. Hauseingang seitlich überdacht, dahinter Wintergartenanbau in Fachwerk auf verputzen Ziegelsockel unter Satteldach, Ausfachung mit Holzplatten. Über den Fenstern kleine, mit Rundbogen versehene Lichtfenster. Leicht zurückgesetzt auf Eckgrundstück hinter Vorgarten, rückwärtig Nutz- und Ziergarten.                                                                 | 31360753 | BW   |

### Einzelbaudenkmale
| Lage                                               | Bezeichnung     | Beschreibung | ID       | Bild |
| -------------------------------------------------- | --------------- | --- | -------- | ---- |
| An der Fuhse 52° 15′ 43″ N, 10° 12′ 34″ O          | Kriegerdenkmal  | Obelisk aus Werkstein auf gestuftem Unterbau als Ehrenmal für Gefallene des Ersten Weltkrieges. Drei Seiten des Sockels zeigen Inschriftentafeln in englischer, französischer und russischer Sprache. | 31359757 | BW   |
| An der Fuhse 2 52° 15′ 50″ N, 10° 12′ 48″ O        | Badehaus        | Zweigeschossiger Massivbau auf hohen Ziegelsockel, unterkellert, unter Walmdach in Ziegelpfannendeckung mit mehreren Schleppgauben. Seitliche und hintere Gebäudeteile eingeschossig. Im EG verwinkelt, auch Dachlandschaft unterschiedlich gestaltet. Fassade durch Sichtmauerwerk und Ziegelziersetzungen in Form von Ecklisenen, Fenstereinfassungen und Gesimsen betont. Zwei seitliche Hauseingänge, im Süden überdacht. | 31360320 | BW   |
| An der Fuhse 3 / 3a 52° 15′ 52″ N, 10° 12′ 47″ O   | Beamtenwohnhaus | Jeweils zweigeschossiger, unterkellerter Massivbau auf hohen Ziegelsockel unter abgewinkeltem Satteldach in Ziegelpfannendeckung, hammerkopfartig vor ein eingeschossiges Mittelgebäude gesetzt. Vor den jeweiligen zweigeschossigen Gebäudeflügeln unterschiedlich gestaltete Wintergärten. Außenwände in Ziegelsichtmauerwerk mit Ziersteinsetzungen am Ortgang, Traufe und in Deckenhöhe, über den Fenstern Rundbogenstürze. Bei Haus Nr. 3 Hauseingang an Seite, vorne und rückwärtig Nutz- und Ziergärten. | 31360351 | BW   |
| An der Fuhse 9 52° 15′ 48″ N, 10° 12′ 41″ O        | Wohnhaus        | Eingeschossiger Massivbau auf hohen Ziegelsockel, unterkellert, unter Halbwalmdach in Ziegelpfannendeckung mit ausgebautem DG mit Drempel. Frontfassade mit Risalitgiebel unter Satteldach, Giebelfeld in Holzverschalung flankiert von Schleppgauben. Fassade in Sichtmauerwerk mit in Ziegelziersetzung gefassten Fenstern, Drempel und Zwerchhaus in Zierfachwerk mit geputzer weißer Ausfachung. Am Südgiebel Wintergartenanbau in Fachwerk auf Ziegelsockel unter Walmdach. Hinter Vorgarten zurückgesetzt.                                                                                                   | 31360417 | BW   |
| An der Fuhse 15 52° 15′ 41″ N, 10° 12′ 31″ O       | Wohnhaus        | Zweigeschossiger Fachwerkbau in Geschossbauweise auf verputztem Ziegelsockel unter Halbwalmdach in Ziegelpfannendeckung. Symmetrischer Abbund mit Andreaskreuzen in den Eckgefachen und gestrichener Ziegelausfachung. Nordwestlicher Giebel mit Pfannenbehang, mittiger Eingang an nordöstlichen Traufseite. Hinter Vorgarten zurückgesetzt. | 31360456 | BW   |
| An der Fuhse 17c 52° 15′ 40″ N, 10° 12′ 29″ O      | Wohnhaus        | Zweigeschossiges Fachwerkgebäude in Stockwerksbauweise auf verputztem Ziegelsockel unter Satteldach in Ziegelpfannendeckung. Symmetrischer Fachwerkabbund mit gekuppelten Ständern, Streben über zwei Gefache, Gebälkverkleidung mit profilierten Stirnbrettern sowie verputzter weißer Ausfachung. Hauseingänge von Traufseiten aus in die Durchgangsdäle. | 31360492 | BW   |
| An der Kirche 1 52° 15′ 46″ N, 10° 12′ 38″ O       | Trinitätskirche | Vierjochige Saalkirche mit polygonalem, eingezogenem Chor und Westturm unter Satteldach in Ziegelpfannendeckung. Hauptschiff von großen schlichten Maßwerksfenstern lichtdurchflutet und mit Strebepfeilern versehen. Werksteineinfassungen in Sandstein. Westturm von kleinerem Türmchen mit Spitzhaube flankiert, Glockenhaus mit verzahnter Eckquaderung sowie gekuppelten, spitzbögigen Klangarkaden sowie eingelassener Turmuhr. Traufgesims mit Kleeblattbögen. Turmdach ebenfalls in Ziegelpfannendeckung mit aufgesetztem kupfernem Dachreiter. Kirchhof mit Baumbestand sowie Grabtafeln des 17.– 18. Jh. | 31360804 |      |
| Fröbelstraße 16 / 16a 52° 15′ 47″ N, 10° 12′ 29″ O | Beamtenwohnhaus | Zweigeschossiges, unterkellertes Doppelhaus auf hohem Ziegelsockel unter Satteldach in Ziegelpfannendeckung mit zwei Schleppgauben. An jeder Giebelseite hammerkopfartig vorgesetzter Risalitgiebel unter Krüppelwalmdach. Massive verputzte Außenwände mit Ziersteinsetzungen am Ortgang, Traufe und in Deckenhöhe, Fenstergewände und Rundbogenstürze in Ziegelsichtmauerwerk. Hauseingänge auf Rückseite, rückwärtige Nebengebäude teils in Ziegel-, teils in Sichtmauerwerk. | 31360770 | BW   |

## Solschen

### Gruppe: Hauptstraße 12
| Lage                        | Bezeichnung             | Beschreibung | ID       | Bild |
| --------------------------- | ----------------------- | --- | -------- | ---- |
| 52° 16′ 14″ N, 10° 9′ 10″ O | Wohnhaus                | Zweigeschossiger Fachwerkbau in Stockwerksbauweise unter Halbwalmdach in Ziegelpfannendeckung, straßenseitiges Giebeldreieck mit Holzlattung. Symmetrischer Fachwerkabbund mit durchgehenden Diagonalstreben, Ziegelausfachung mit teils hochkant gestellten Ziegeln. Hofseitig massiver Wohnhausanbau. Östlich zweigeschossiger Anbau in Zierfachwerk unter Krüppelwalmdach in Ziegelpfannendeckung 1933 nach einem Brand errichtet. Straßenseitig Zwerchgiebel, OG leicht vorkragend. Im Inneren alte Türblätter, Dielenböden, in der Stube alte Kachelöfen. | 37664917 | BW   |
| 52° 16′ 15″ N, 10° 9′ 9″ O  | Stall                   | Anderthalbgeschossiger Massivbau unter Satteldach in Ziegelpfannendeckung. Außenwände in Ziegelsichtmauerwerk ohne Verzierung, Querdurchfahrt. Nach Brand 1933 massiv neu errichtet, Spolie „1779“ vom Vorgänger in Außenwand verbaut. | 37665084 | BW   |
| 52° 16′ 15″ N, 10° 9′ 9″ O  | Remise / Stall          | Zweigeschossiger Fachwerkbau, Stockwerkszimmerung unter Satteldach in Ziegelpfannen. Außenwände in Fachwerk. Zur Hofseite Ladeerker mit Satteldach in Fachwerk. Älterer Kernbau wohl von Ende des 18. Jh. | 37665200 | BW   |
| 52° 16′ 14″ N, 10° 9′ 11″ O | Scheune mit Einfriedung | Anderthalbgeschossiger Massivbau auf Betonsockel unter Satteldach mit Ziegelpfannendeckung. Außenwände in Ziegelsichtmauerwerk mit Ziersteinsetzungen am Ortgang und im Giebeldreieck. Längs- und Quereinfahrt. | 37665291 | BW   |

### Gruppe: Kirchhof Groß Solschen
Die Gruppe hat die ID 31351653. Ortsbildprägender historischer Ortskern mit stattlicher Pfarrkirche, Kirchhof und Pfarrhaus.

| Lage                                       | Bezeichnung      | Beschreibung | ID       | Bild |
| ------------------------------------------ | ---------------- | --- | -------- | ---- |
| Hauptstraße 10 52° 16′ 14″ N, 10° 9′ 13″ O | Pankratiuskirche | Dreischiffige Emporenkirche in Bruchsteinquaderwerk unter abgewalmten Satteldach mit quadratischen Westturm. Gerader Chorabschluss mit Risalit und Treppenaufgang, Langhaus mit Querschiff, durch die nördlich und südlich vorspringende Risalite zu erkennen. Thermenfenster und die Seiteneingänge eingelassen, übrige Fenster in rundbogiger Lanzettenform gestaltet. Turm im EG mit Bossenquaderwerk, im Glockenhaus drei Kirchenglocken der Eifler Glockengießerei sowie außen eingelassene Turmuhr, von schiefergedeckten Knickhelm abgeschlossen. Innenraum zeichnet streng klassizistische Gliederung, die kassettierten hölzernen Tonnengewölbe sowie Emporen auf Säulen dorischer und ionischer Ordnung aus. 1828 bis 1832 nach Plänen des Konsistorialbaumeisters Friedrich August Ludwig Hellner errichtet. | 31360845 |      |
| Hauptstraße 10 52° 16′ 14″ N, 10° 9′ 13″ O | Kirchhof         | Grünfläche, mit Baumbestand den Kircheneingang flankierend sowie als Randbeflanzung der erhöht gelegenen Fläche. Kirchhof ehemals als Friedhof genutzt. | 31360869 | BW   |
| Pfarrgasse 1 52° 16′ 16″ N, 10° 9′ 12″ O   | Pfarrhaus        | Zweigeschossiger verputzter Massivbau auf Sandsteinsockel mit Mittelrisalit mit Zwerchhaus unter Walmdach in Ziegelpfannendeckung. Fensterbänke in Sandstein, Fassade gegliedert durch Lisenen, deutsches Band im Gurt und breite Fensterachsen, teils gekuppelte Fenster. | 31361118 | BW   |

### Gruppe: Lahweg 2
Die Gruppe hat die ID 31351515. Fachwerkbaugruppe in Hofanlage mit Wohn- und Wirtschaftsgebäuden der ersten und zweiten Hälfte 19. Jh. Hofanlage im Süden des Dorfes auf Eckgrundstück gelegen.

| Lage                       | Bezeichnung               | Beschreibung | ID       | Bild |
| -------------------------- | ------------------------- | --- | -------- | ---- |
| 52° 16′ 9″ N, 10° 8′ 34″ O | Wohn-/ Wirtschaftsgebäude | Zweigeschossiger Fachwerkbau von 1861 in Stockwerksbauweise mit Halbwalmdach in Ziegelpfannendeckung. Westlicher Giebel mit Ziegelpfannen verkleidet. Symmetrischer Fachwerkabbund mit gekuppelten Ständern und Diagonalstreben in den äußeren Gefachen. Im Wirtschaftsteil Dach durch Anbauten abgewalmt, ehemalige Quereinfahrt zugemauert, Torbalken mit Inschrift erhalten. Raumgefüge in Anlehnung an den Flettdielengrundriss mit Scherwand. Kammereinbauten im hinteren Dielenbereich. | 31361023 | BW   |
| 52° 16′ 9″ N, 10° 8′ 35″ O | Wohn-/ Wirtschaftsgebäude | Eingeschossiger Fachwerkbau von 1869 in Stockwerksbauweise mit Halbwalmdach in Ziegelpfannendeckung. Symmetrischer Abbund mit gekuppelten Ständern und durchlaufenden Streben, Südgiebel in Ziegelpfannenbehang. Westliche Quereinfahrt mit Torbalken mit geschnitzter Inschrift sowie Vorschauer erhalten, daneben kleiner Wirtschaftsanbau. Im DG Kammereinbauten. | 31361045 | BW   |
| 52° 16′ 9″ N, 10° 8′ 35″ O | Scheune                   | Östlicher eingeschossiger Anbau an das südliche Wohn-/Wirtschaftsgebäude der Hofanlage, mit Halbwalmdach in Ziegelpfannendeckung. Östliches Giebeldreieck in Ziegelpfannenbehang, darunter einer außermittige Toreinfahrt. Außenwände in Fachwerk mit Ziegelausfachung. | 31361062 | BW   |

### Einzeldenkmale
| Lage                                         | Bezeichnung               | Beschreibung | ID       | Bild |
| -------------------------------------------- | ------------------------- | --- | -------- | ---- |
| Am Turm 1 52° 16′ 13″ N, 10° 8′ 29″ O        | Glockenturm               | Dreigeschossiger, quadratischer Backsteinturm mit pyramidalem Turmhelm in gekehltem Anschwung in Achteck übergeführt. Kleine Fensteröffnungen im zweiten und dritten Geschoss. Fenster und Eingangstür mit Rundbogensturz, umlaufendes Deutsches Band je Geschoss, an Traufe ein Konsolenfries. An Südseite am Dach Turmuhr. | 31360825 | BW   |
| Im Dorfe 5 52° 16′ 13″ N, 10° 8′ 27″ O       | Wohnhaus mit Einfriedung  | Zweigeschossiger, traufständiger villenartiger Backsteinbau unter Halbwalmdach in Ziegelpfannendeckung auf hohem Ziegelsockel mit Resten der Einfriedung. Außenwände in Ziegelsichtmauerwerk mit Ziersetzungen aus Formstein am Ortgang, in Deckenhöhe und am oberen Traufgesims. Liesenartige Eckbetonung, Geschosse durch gestaltetes Gesimsband gegliedert, originale Hauseingangstür, hochrechteckige Fenster mit profiliertem Bogensturz und abgetreppten Fenstergewänden, unter den Fenstern Ziersteinsetzungen. | 31360983 | BW   |
| Lahweg 1 52° 16′ 9″ N, 10° 8′ 32″ O          | Wohn-/ Wirtschaftsgebäude | Zweigeschossiger Fachwerkbau in Stockwerksbauweise unter Satteldach in Ziegelpfannendeckung mit überhöhtem Wohnteil und rechteckigen verputzten Gefachen. Vordere Giebeldreieck mit Ziegelpfannen verkleidet. OG des Wohnteils leicht auskragend über als Profilband ausgestaltetem Gebälk, darüber Fußstrebenpaare in den Brüstungsgefachen. Im EG Gedenktafel für ehemals dort wohnhaften Prof. Wilhelm Rühmekorff. Raumgefüge in Anlehnung an den Fleetdielengrundriss, Kammereinbauten im gesamten Dielenbereich. Hinterer Gebäudeteil mit querliegender Toreinfahrt nachträglich angebaut. Ursprüngliche mittige Toreinfahrt an der westlichen Giebelseite. | 31361004 | BW   |
| Lahweg 3 52° 16′ 13″ N, 10° 8′ 32″ O         | Wohn-/ Wirtschaftsgebäude | Giebelständiges Vierständer-Hallenhaus, leicht zurückgesetzt und von einem Vorgarten umgeben. Fachwerkbau auf Ziegelsockel, Wohnteil zweigeschossig und überhöht, unter Halbwalmdach in Ziegelpfannendeckung. Im Dielenbereich durchlaufende Ständer mit querliegenden Gefachen. Fachwerkgefüge teils mit V-Streben, verputzte weiße Ausfachung. Toreinfahrt mit Vorschauer und geschnitzten Torbalken. Raumgefüge nach Maßgabe des Flettdielengrundrisses ohne Scherwand, Diele mit Galerie vollständig erhalten. | 31361081 | BW   |
| Rotdornstraße 26 52° 16′ 23″ N, 10° 9′ 15″ O | Wohnhaus                  | Zweigeschossiges, traufständiges Fachwerkgebäude in Stockwerksbauweise unter Krüppelwalmdach in Ziegelpfanendeckung. Ehemaliger Wirtschaftsteil mit Quereinfahrt, Fachwerk im symmetrischen Abbund mit durchgehenden Diagonalstreben sowie mit teilweise schmalkant gestellter Ziegelausfachung. Hausecken teilweise massiv ersetzt. | 31361135 | BW   |